# 北海道新幹線
北海道新幹線（ほっかいどうしんかんせん）は、青森県青森市から北海道旭川市までを結ぶ計画の高速鉄道路線（新幹線）である。2016年（平成28年）3月26日に新青森駅（青森県青森市） - 新函館北斗駅（北海道北斗市）間が開業した。鉄道建設・運輸施設整備支援機構が鉄道施設を建設・保有し、北海道旅客鉄道（JR北海道）が運営している。東北新幹線と相互直通運転を行い道南地方と関東・東北地方間の旅客輸送を担っており、札幌駅（北海道札幌市）へ延伸工事が進められている。1973年（昭和48年）制定の基本計画では、終点は旭川市とされ、誘致運動が行われている。

## 概要
北海道新幹線のうち青森市 - 札幌市の区間は、1972年（昭和47年）に全国新幹線鉄道整備法第4条第1項の規定による『建設を開始すべき新幹線鉄道の路線を定める基本計画』で公示され、1973年（昭和48年）11月13日に整備計画が決定された5路線（いわゆる整備新幹線）の路線の一つである。国鉄の財政悪化により建設が一時凍結されたが、2005年（平成17年）に新青森 - 新函館（仮称）間で着工され、2016年（平成28年）3月に新青森駅 - 新函館北斗駅間が開業した。青函トンネル（全長：53.85 km、海底部：23.30 km）を含む新中小国信号場 - 木古内駅間の約82kmの区間は三線軌条による在来線（海峡線）との共用区間である（後述）。
未開業区間のうち新函館北斗駅 - 札幌駅間は2030年度（令和12年度）末に開業する予定としていたが、トンネル工事の難航により、2024年（令和6年）5月8日、鉄道建設・運輸施設整備支援機構が2030年度末の開業は極めて困難だと国土交通省に報告している。2024年12月26日、国土交通省が札幌開業の時期について2038年度（令和20年度）を軸にその前後で調整していることがわかった。トラブルが続けばさらに遅れる可能性がある反面、工夫によっては工期短縮の余地もあるという。2025年3月7日、新たな開業時期として2038年度末になる見通しを立てていることがわかったが、工程への影響が大きいリスクが発生すれば、さらに数年単位で遅れる可能性もあるという。
札幌市 - 旭川市間は1973年（昭和48年）に基本計画が決定されている。

## 路線データ
- 営業主体：北海道旅客鉄道（JR北海道）

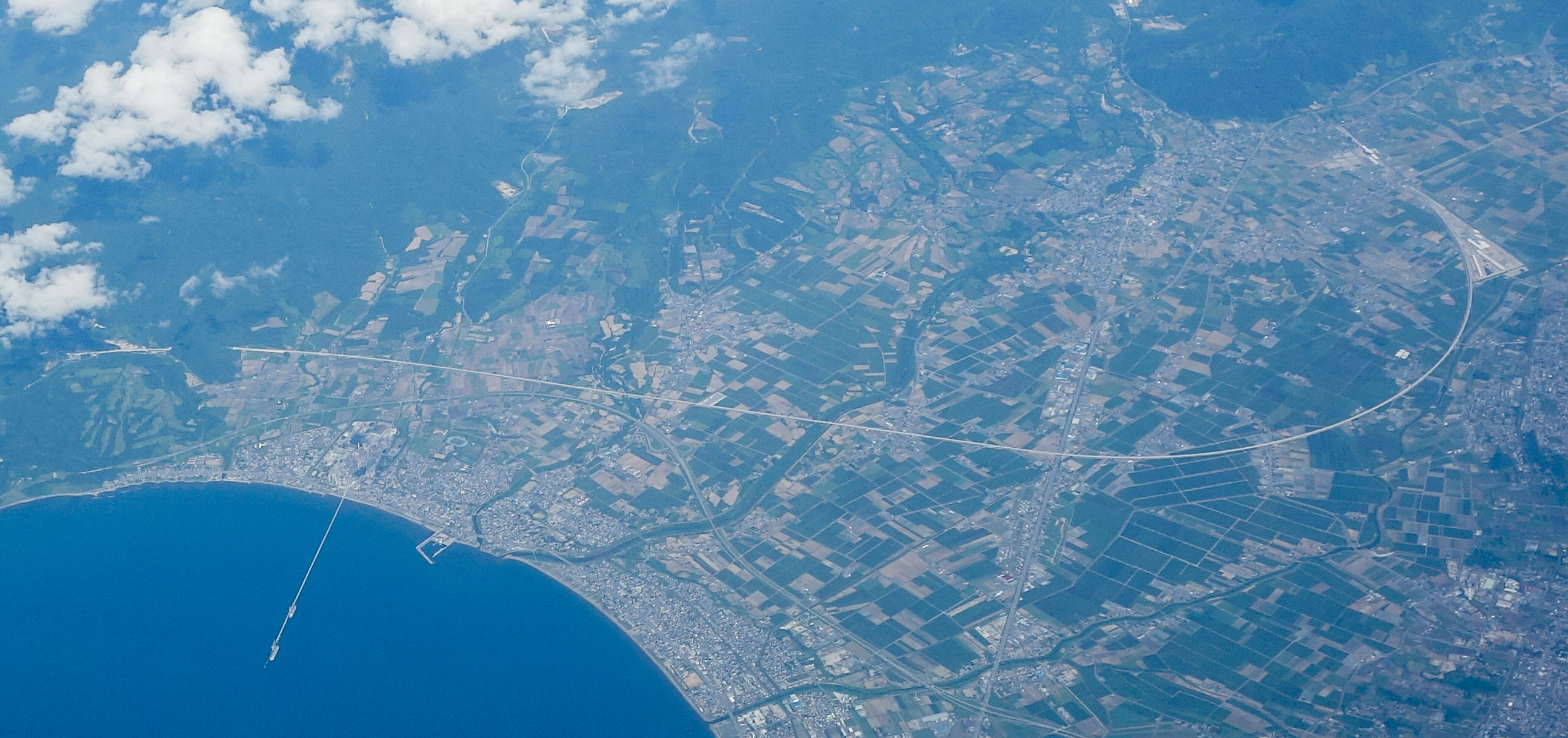
北海道側での北海道新幹線。右上に新函館北斗駅が見える
（2014年7月、北斗市・亀田郡七飯町付近）

- 建設主体：独立行政法人鉄道建設・運輸施設整備支援機構
- 路線距離
  - 148.8 km（新青森駅 - 新函館北斗駅間）
  - 約211.5 km（新函館北斗駅 - 札幌駅間・建設中）
- 軌間
  - 新青森駅 - 新中小国信号場間・木古内駅 - 新函館北斗駅間：1,435 mm（標準軌）
  - 新中小国信号場 - 木古内駅間：1,067 mm・1,435 mm（海峡線と三線軌条で共用）[注 2]
- 駅数：4[1]
- 信号場数：2
- 複線区間：全線
- 電化区間：交流25,000 V・50 Hz
- 架線吊架方式[11]
  - ヘビーコンパウンドカテナリー式 : 青函トンネル内
  - PHCシンプルカテナリー式：青函トンネル以外の区間
- 保安装置：ATC （DS-ATC）
- 車両基地：函館新幹線総合車両所
札幌延伸時には札幌駅に留置線を設ける。
- 列車運行管理システム：北海道新幹線総合システム（CYGNUS）[12]
- 構造種別延長割合
  - 新青森駅 - 新函館北斗駅間[13]：路盤 7 %、橋梁 4 %、高架橋 24 %、トンネル 65 %
  - 新函館北斗駅 - 札幌駅間[14]：路盤 5 %、橋梁 2 %、高架橋 13 %、トンネル 80 %
- 最高速度
  - 260 km/h（青函トンネル区間は一部期間のみ260 km/h、通常は160 km/h、青函トンネルを除く在来線共用区間は140 km/h）
  - なお未開業区間の新函館北斗駅 - 札幌駅間はJR北海道が自費で最高速度を320 km/hに引き上げることを発表している（「 § 整備新幹線区間の速度向上」を参照）。
- 貨物列車待避設備：奥津軽いまべつ駅、湯の里知内信号場
- 青函トンネル内保守作業および避難用拠点：竜飛定点、吉岡定点）[注 3]

## 駅一覧

### 開業区間
- 接続路線はその駅で接続している路線（正式路線名）のみ記載する。
- 新青森駅はJR東日本の管轄駅。
- （　）は、旅客駅ではない施設。
- 新中小国信号場（大平分岐部） - 木古内駅（木古内分岐部）間は在来線（海峡線）との共用区間（三線軌条）。
- 青函トンネル内（竜飛定点 - 吉岡定点間）
- この他、青森県の東津軽郡蓬田村・北津軽郡中泊町、北海道渡島管内の亀田郡七飯町を通過するが、駅・信号場の設置はない[15]。
- 新青森駅と新函館北斗駅は全列車が停車。奥津軽いまべつ駅と木古内駅は通過列車あり。

| 駅名                       | 新青森からの | 新青森からの | 東京からの | 東京からの | 接続路線（乗換駅・備考）                                             | 所在地 | 所在地        | 所在地        |
| 駅名                       | 営業 キロ    | 実 キロ      | 営業 キロ  | 実 キロ    | 接続路線（乗換駅・備考）                                             | 所在地 | 所在地        | 所在地        |
| -------------------------- | ------------ | ------------ | ---------- | ---------- | -------------------------------------------------------------------- | ------ | ------------- | ------------- |
| 新青森駅                   | 0.0          | 0.0          | 713.7      | 674.9      | 東日本旅客鉄道： 東北新幹線・■奥羽本線                               | 青森県 | 青森市        | 青森市        |
| （新中小国信号場）         | -            | 28.9         | -          | 703.8      | 北海道新幹線・海峡線（JR北海道）と津軽線（JR東日本）の施設上の分岐点 | 青森県 | 東津軽郡      | 外ヶ浜町      |
| （大平分岐部）             | -            | 29.4         | -          | 704.3      | 新中小国信号場構内扱い。海峡線との共用区間始点。                     | 青森県 | 東津軽郡      | 外ヶ浜町      |
| 奥津軽いまべつ駅           | 38.5         | 38.5         | 752.2      | 713.4      | 北海道旅客鉄道：海峡線 東日本旅客鉄道：■津軽線（津軽二股駅）         | 青森県 | 東津軽郡      | 今別町        |
| （竜飛定点）               | -            | 58.0         | -          | 732.9      | 緊急時の避難施設および保線基地                                       | 青森県 | 東津軽郡      | 外ヶ浜町      |
| この間で津軽海峡を縦断する |              |              |            |            |                                                                      |        |               |               |
| （吉岡定点）               | -            | 81.0         | -          | 755.9      | 緊急時の避難施設および保線基地                                       | 北海道 | 松前郡 福島町 | 松前郡 福島町 |
| （湯の里知内信号場）       | -            | 101.5        | -          | 776.5      | 貨物列車の待避施設                                                   | 北海道 | 上磯郡        | 知内町        |
| （木古内分岐部）           | -            | 111.4        | -          | 786.3      | 木古内駅構内扱い。海峡線との共用区間終点。                           | 北海道 | 上磯郡        | 木古内町      |
| 木古内駅                   | 113.3        | 113.3        | 827.0      | 788.2      | 北海道旅客鉄道：海峡線 道南いさりび鉄道：■道南いさりび鉄道線 (sh01)  | 北海道 | 上磯郡        | 木古内町      |
| 新函館北斗駅               | 148.8        | 148.8        | 862.5      | 823.7      | 北海道旅客鉄道：■函館本線 (H70)                                      | 北海道 | 北斗市        | 北斗市        |

### 未開業区間
- この区間は全駅北海道内に所在[* 4]。
- 新函館北斗駅 - 札幌駅間は2038年度末開業予定[道新 1]。
- 接続路線はその駅で接続している路線（正式路線名）のみ記載する。
- ※：開業後、経営分離が予定されている並行在来線。事業者名・路線名は経営分離前時点のものである。

| 駅名                                          | 新青森からの | 新青森からの | 東京からの | 東京からの | 接続路線（乗換駅・備考）                                                          | 所在地          | 所在地 | 所在地 |
| 駅名                                          | 営業 キロ    | 実 キロ      | 営業 キロ  | 実 キロ    | 接続路線（乗換駅・備考）                                                          | 所在地          | 所在地 | 所在地 |
| --------------------------------------------- | ------------ | ------------ | ---------- | ---------- | --------------------------------------------------------------------------------- | --------------- | ------ | ------ |
| 新函館北斗駅                                  | 148.8        | 148.8        | 862.5      | 823.7      | 北海道旅客鉄道：※■函館本線                                                        | 北斗市          |        |        |
| 新八雲駅（仮称）                              |              | 203.0        |            | 877.9      | （新幹線単独駅）                                                                  | 二海郡 八雲町   |        |        |
| 長万部駅                                      |              | 235.9        |            | 910.8      | 北海道旅客鉄道：■室蘭本線・※■函館本線                                             | 山越郡 長万部町 |        |        |
| 倶知安駅                                      |              | 290.3        |            | 965.2      | 北海道旅客鉄道：■函館本線                                                         | 虻田郡 倶知安町 |        |        |
| 新小樽駅（仮称）                              |              | 328.3        |            | 1003.2     | （新幹線単独駅）                                                                  | 小樽市          |        |        |
| 札幌駅                                        |              | 360.6        |            | 1035.5     | 北海道旅客鉄道：■函館本線 札幌市営地下鉄： 南北線・ 東豊線（さっぽろ駅:N06・H07） | 札幌市 北区     |        |        |
| - 長距離乗車券の特定都区市内 - ：札幌市内の駅 |              |              |            |            |                                                                                   |                 |        |        |

1. 1 2 3  2016年3月26日以降在来線の定期旅客列車の運行なし。
2. ↑  津軽線と海峡線の書類上・営業上の分岐点は中小国駅。
3. ↑  海峡線（狭軌）の旅客用ホームなし。
4. 1 2  松前郡福島町、上磯郡知内町・同郡木古内町、北斗市、二海郡八雲町、山越郡長万部町は渡島管内に所在。虻田郡倶知安町・小樽市は後志管内、札幌市は石狩管内に所在。
5. ↑  北海道新幹線開通時に廃止予定。
6. ↑  駅ビルは札幌市中央区に所在。

### 各駅の構造
各駅のホームには可動式安全柵が設置されている。いずれもホーム有効長は25m級車両10両分 (263m) である。
| 配線分類 | 2面4線   | 2面2線+下り通過線 | 2面2線+上り通過線 | 2面2線       |
| 構内図   |          |                   |                   |              |
| 該当駅   | 新青森駅 | 奥津軽いまべつ駅  | 木古内駅          | 新函館北斗駅 |

- 標準軌・狭軌を共用する三線軌条区間（新中小国信号場 - 木古内駅間）のうち、奥津軽いまべつ駅と湯の里知内信号場においては部分的に狭軌だけが副本線側に分岐・待避する形態となっている。前記の構内図には狭軌部分は含まない。
- 新函館北斗駅は、将来の札幌方面行きホームとなる12番線の反対側に1線増設出来るスペースが用意されており、札幌延伸時には2面3線となる予定である[17]。

## 運行形態
新青森駅 - 新函館北斗駅間運行の「はやて」を除き東北新幹線と直通運転しており、おおむね1時間に1本の割合で運転されている。また、2016年（平成28年）3月26日に開業した新青森駅 - 新函館北斗駅間の距離が約148 kmと短いことから、東北新幹線と一体的な列車名を使用している。両列車とも全車指定席であり自由席の設定はない。

### 列車愛称

#### 「はやぶさ」
「はやぶさ」は、東京駅・仙台駅 - 新函館北斗駅間で運行される列車。使用車両はE5系・H5系。全車指定席。東北新幹線内では大宮駅 - 仙台駅間ノンストップであり、宇都宮駅 - 盛岡駅間では最高速度320 km/hで走行する。2021年3月時点での所要時間は東京駅 - 新函館北斗駅間で最短3時間57分である。
- 東京駅 - 新函館北斗駅間直通列車：10往復
- 仙台駅 - 新函館北斗駅間直通列車：1往復

#### 「はやて」
「はやて」は、盛岡駅・新青森駅 - 新函館北斗駅間で運行される列車。全車指定席。使用車両はE5系・H5系。東北新幹線盛岡駅 - 新青森駅間および北海道新幹線は整備新幹線であるため、最高速度は260 km/hである。
- 盛岡駅 - 新函館北斗駅間直通列車：1往復
- 新青森駅 - 新函館北斗駅間運転列車：1往復

## 車両

### 営業車両
- E5系 - U編成、10両編成（JR東日本保有）。
- H5系 - H編成、10両編成（JR北海道保有）[18]。

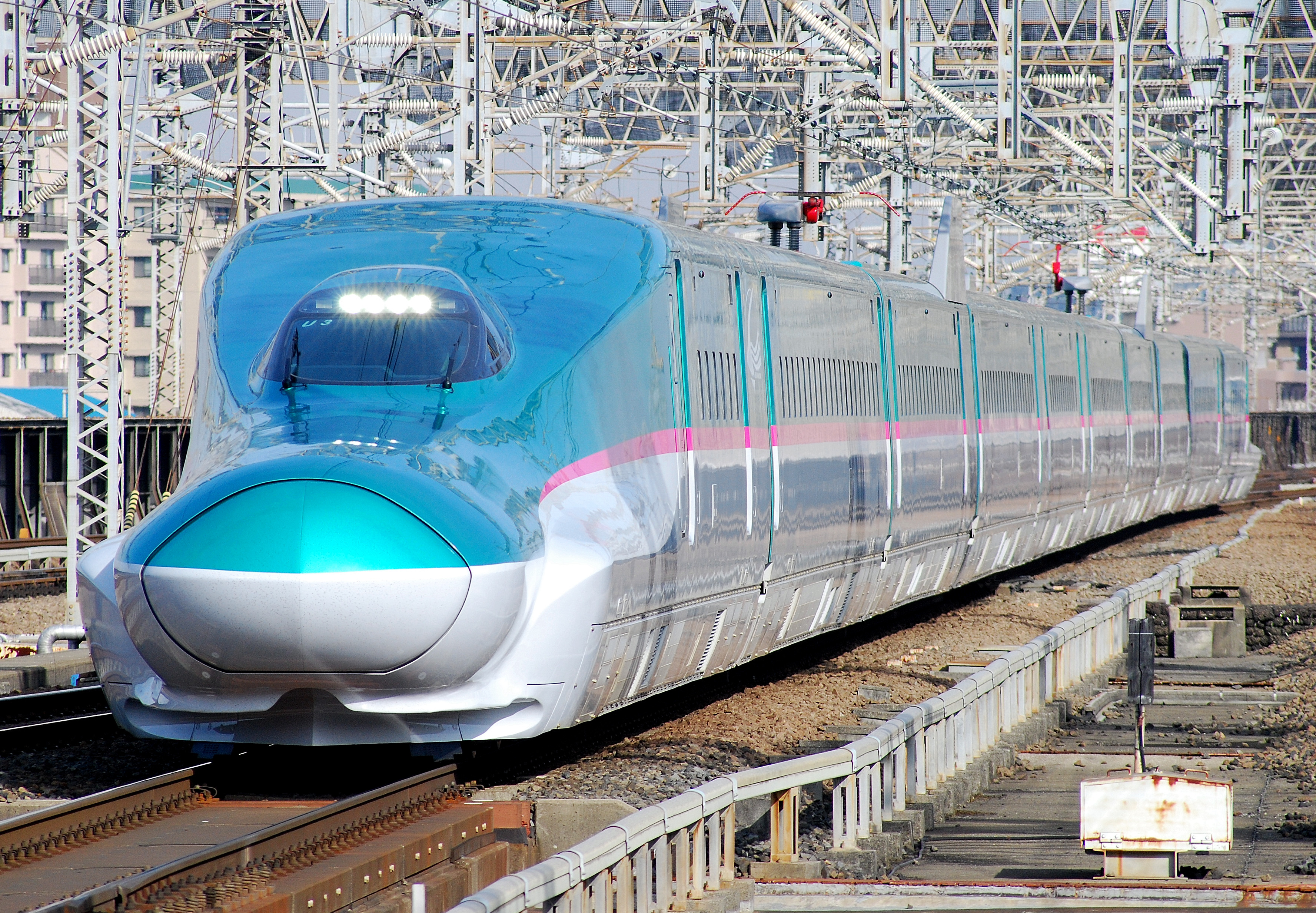
E5系
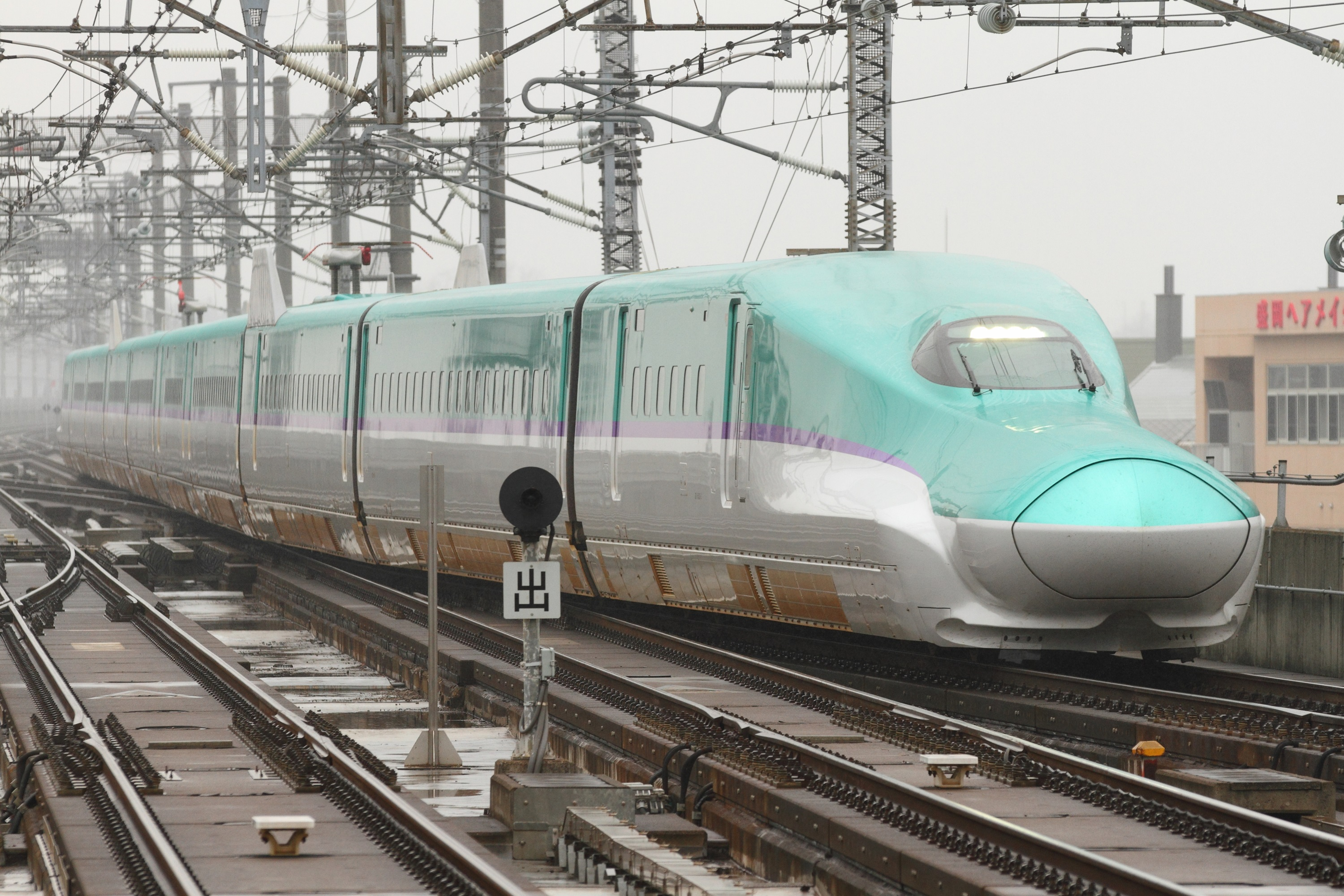
H5系

### 事業用車両
- E926形（East i） - S51編成、6両編成（JR東日本所有）。

### 試験用車両
- E956形（ALFA-X） - S13編成、10両編成（JR東日本所有）。

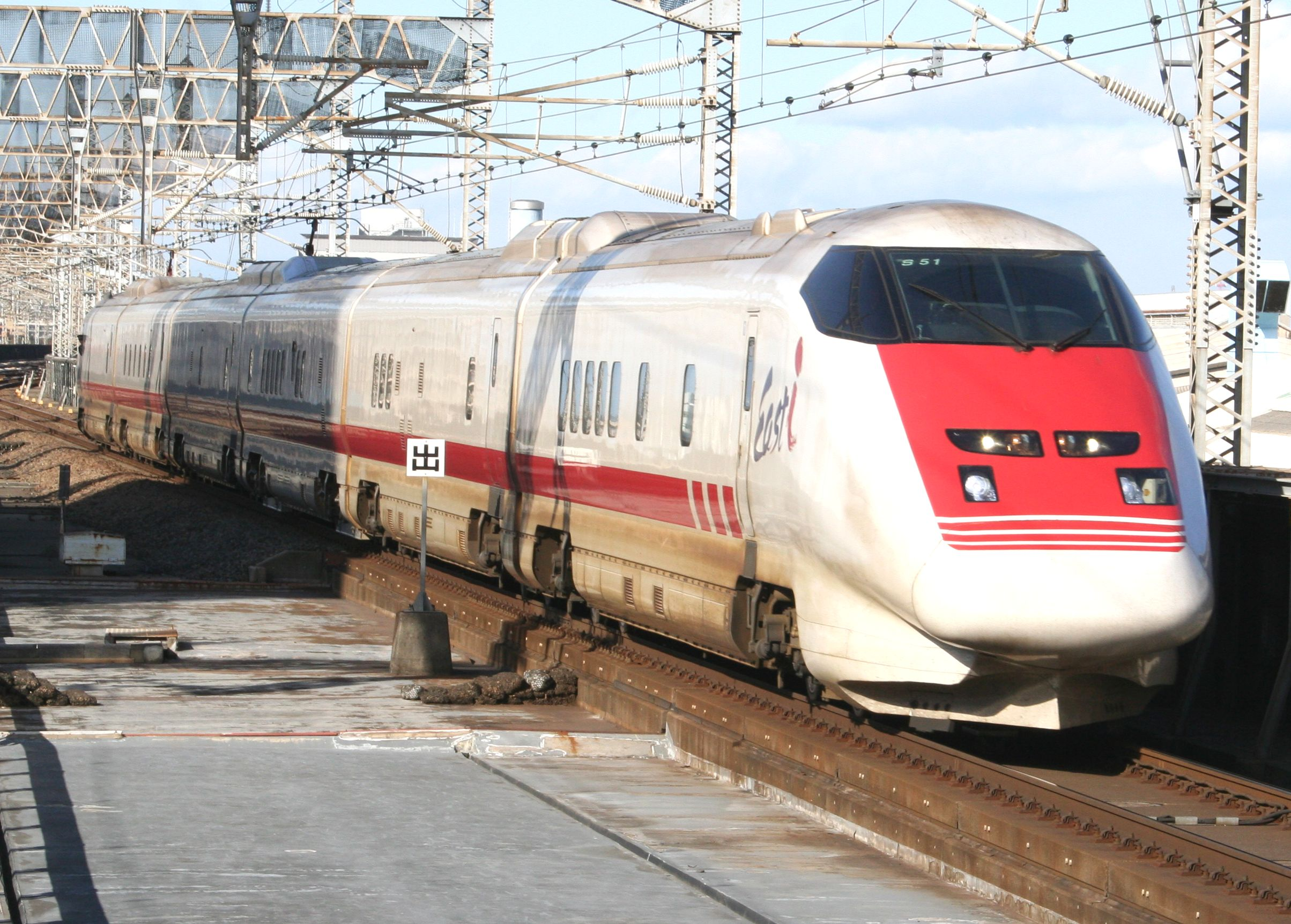
E926形「East i」

## 運賃と特急料金
運賃は営業キロに基づいて算出する。並行するJR北海道の路線が全線にわたって存在しないため、実キロ（新幹線での実際の距離）が用いられている。津軽海峡線（津軽線・海峡線・江差線）時代は五稜郭駅 - 函館駅間を除く全区間が地方交通線であったが、北海道新幹線では幹線相当の運賃が適用された。
特急料金は、「三角表」と称するものにより各駅間個別に定められている。一方、この各駅間の特急料金は当該区間の営業キロに基づいて算出されたものである。
北海道新幹線と東北新幹線を通しで乗車する（新青森駅を挟む）場合の特急料金・グリーン料金は、営業キロは通算せず新青森駅までのそれぞれの個別料金を合算して算出する。ただし、指定席の特急料金は座席指定料金を1席分とするため、合算した特急料金から530円（通常期）を差し引いている。また、低減措置として奥津軽いまべつ駅と東北新幹線各駅相互間および七戸十和田駅（東北新幹線）と北海道新幹線各駅相互間を利用する場合には、指定席の特急料金は合算した自由席特急料金に530円（通常期）を加えた料金となる。
| 100キロ以下   | 隣接駅間      | 新青森駅・新函館北斗駅発着     | 1,330 | 2,560 |
| 100キロ以下   | 隣接駅間      | 奥津軽いまべつ駅 - 木古内駅    | 1,520 | 2,560 |
| 100キロ以下   | 上記以外      | 上記以外                       | 2,030 | 2,560 |
| 101 - 200キロ | 101 - 200キロ | 奥津軽いまべつ駅・木古内駅発着 | 2,850 | 3,380 |
| 101 - 200キロ | 101 - 200キロ | 上記以外                       | 4,000 | 4,530 |

- 特急料金（指定席）は、閑散期は一律200円引き・繁忙期は一律200円増し、最繁忙期は一律400円増し。立席・特定利用時（自由席特急料金[注 5]）は通年で同額。
- グリーン車を利用する場合には、乗車日に適用される普通車指定席の特急料金から530円を引き、利用区間に応じたグリーン料金を加算した金額となる。「グリーン料金」を参照。
- グランクラスを利用する場合には、乗車日に適用される普通車指定席の特急料金から530円を引き、利用区間に応じたグランクラス料金を加算した金額となる。「グランクラス料金」を参照。

## 乗務員と車内販売
乗務員（運転士、車掌）は、東京駅 - 新青森駅間がJR東日本、新青森駅 - 新函館北斗駅間がJR北海道の管轄で函館新幹線運輸所が担当しており、管理境界駅の新青森駅で交代となる。
グランクラスアテンダントは全区間通しでJR東日本サービスクリエーションの担当となる。接客サービスは東京駅 - 新函館北斗駅間の列車のみとなる。2019年3月15日まで実施されていた車内販売もNRE（日本レストランエンタプライズ）が担当していた。

## 主要技術

### 青函共用走行区間

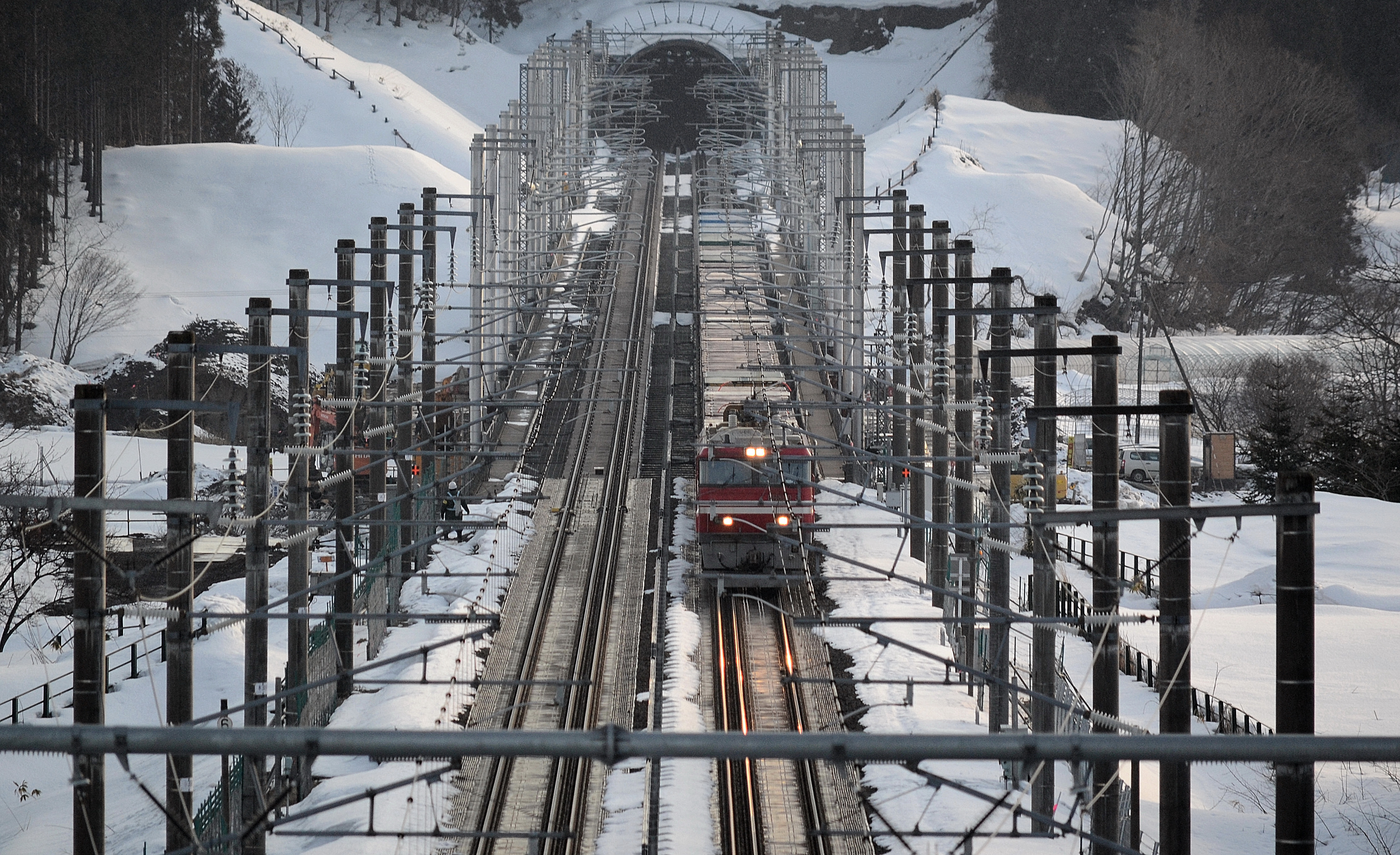
貨物列車が走行する共用走行区間の三線軌条（木古内町）

北海道新幹線のうち青函トンネル（全長約54 km）を含む新中小国信号場 - 木古内駅間の約82 kmの区間は青函共用走行区間であり、北海道新幹線と在来線（海峡線）が線路や設備を共用している。青函共用走行区間は、新幹線と在来線が共用するレール、在来線専用レール、新幹線専用レールの3本が敷設されている三線軌条区間であり、この区間特有の装置である限界支障報知装置やレール破断検知装置、車軸検知式き電区分制御装置が設置されている。

共用走行区間の最高速度（2024年）

青函共用走行区間は三線軌条区間であることや貨物列車とのすれ違い時の影響を抑えるため、新幹線列車の最高速度が制限されている。青函トンネル区間は、トンネル内において高速走行する新幹線と貨物列車がすれ違う際の圧力変動がコンテナに影響を与えることを防ぐため、通常は最高速度が160 km/hであるが、ゴールデンウィークやお盆、年末年始の貨物列車の本数が少ない特定時期において、新幹線列車のみが走行する時間を設ける「時間帯区分方式」により最高速度260 km/hの高速走行が行われている。なお、青函トンネル以外の明かり区間は最高速度が140 km/hであるが、三線軌条の除雪が十分にできない状態で高速走行した場合に車両への着雪が増加し、安定輸送に影響を及ぼす可能性があるため、さらなる高速化には慎重な検討が必要とされている。
新幹線列車が200 km/h以上で高速走行する際には、営業列車の走行前に確認車による確認が必要になる。通常の新幹線路線では6時間程度の間合いが確保できるが、青函共用走行区間では夜間も貨物列車が走行するため、短い時間しか間合いを確保できない。そこで、確認車の速度を90 km/hから120 km/hに引き上げた高速確認車を開発した。従来の確認車では目視と検知棒による確認であったが、高速確認車では、より遠方を確認できる遠隔監視カメラや、新幹線専用レールと在来線専用レールの間の支障物を感知するシステムを導入している。また、新幹線列車が高速走行を行う際に、共用走行区間内に貨物列車が在線していないことを確認するとともに、万が一貨物列車が在線していた場合に新幹線列車を低速走行に切り替える「誤進入検知システム」を開発した。また、青函トンネル内の保守時間確保のため、新青森駅 - 新函館北斗駅間の日曜日の最終列車が運休となる。
高速化の経緯は「#青函トンネル内の高速化」を参照

### 冬期対策設備
北海道新幹線の経由する青森県と北海道は日本でも有数の寒冷・豪雪地帯であり、冬季においても安定輸送を維持するための対策が施されている。北海道新幹線の開業にあたっては、これまでにない厳しい条件を新幹線が走行するため、2冬をかけて車両への着雪状況の調査や地上設備の試験が行われた。

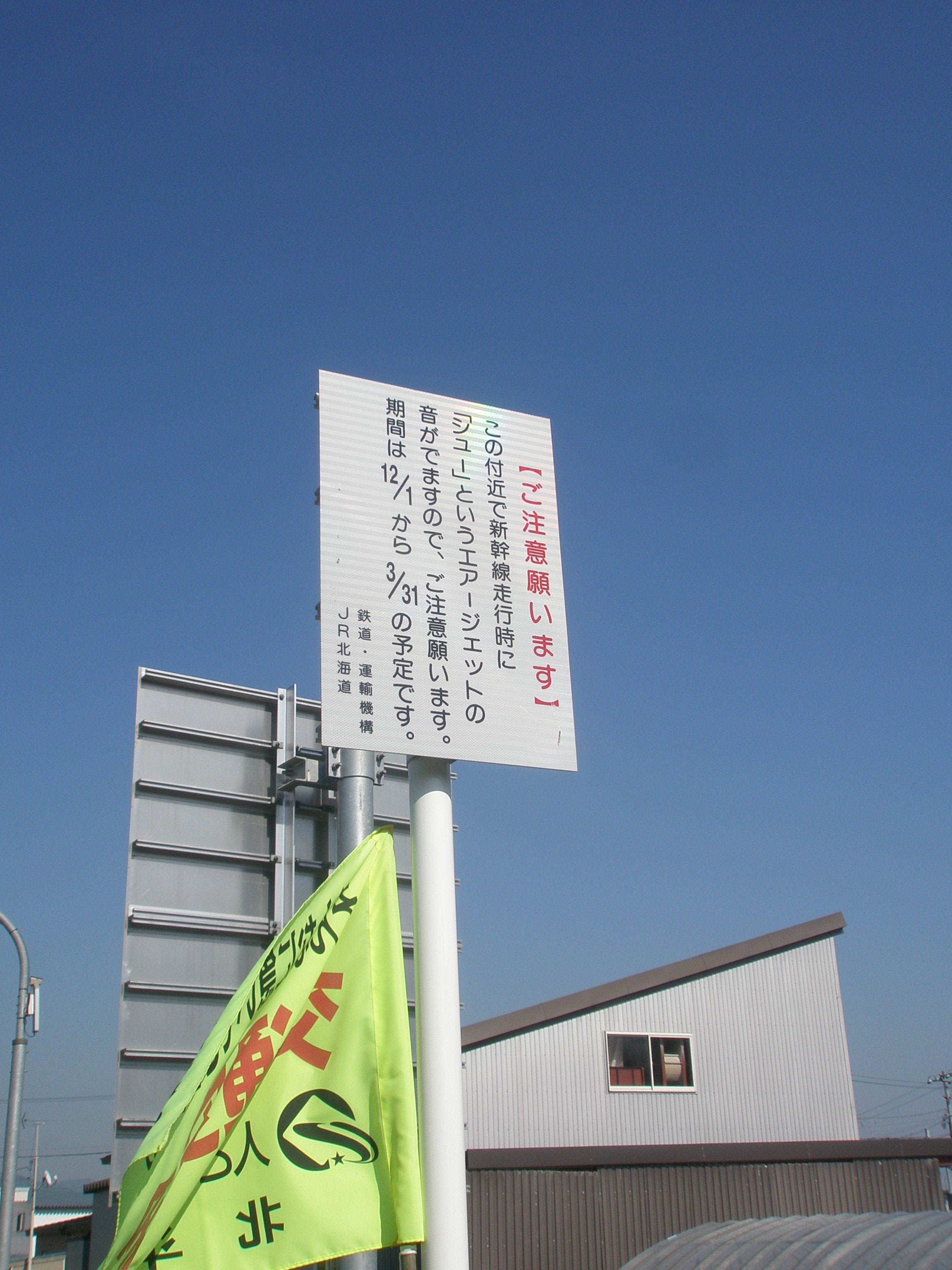
「エアジェット」発生音の注意喚起標識（新函館北斗駅付近にて2019年5月撮影）

最も雪の多い新青森駅付近では、東北新幹線の青森県区間と同じスプリンクラーによる散水消雪方式が採用されている。
新青森以北の地域では冬季の平均気温が－1 ℃を下回り氷点下となるため、消雪のために散水した水が凍結する恐れがある。そのため、高架橋の軌道下の路盤コンクリートを高くし、線路の両脇に雪を貯める貯雪式高架橋を採用している。比較的降雪量の多い青森県側では、高架橋内の降雪を減らすための雪覆いを設けた半雪覆式貯雪型高架橋が採用されている。新幹線列車の共用走行を想定して建設された海峡線との共用区間や一部の新設区間など、人家が少なく騒音の問題のない箇所では、軌道面以外に開口部を設けて雪を高架橋の下に落とす開床式高架橋が採用されている。北海道側では通常の貯雪式高架橋が採用されている。
氷塊や雪の介在による分岐器不転換を防止する対策として、電気融雪器を設置することを基本としており、加えてJR北海道の在来線で実績のある分岐器融雪ピットと圧縮空気の噴射で氷雪を除去するエアジェットを設置する。海峡線との共用走行区間の三線分岐器の箇所には、電気融雪器とエアジェットに加え、スノーシェルターを整備した。軌道上の除雪を行う除雪用機械（モーターカー）は9両導入を予定しており、これまでの新幹線用と基本的には変わらないが、共用走行区間の三線軌道を除雪する際には、三線軌道に合わせた形状の鉄板（フランジャー）を下ろして除雪を行う。
エアジェットは、開業時の2016年3月には作動に伴う騒音の問題が表面化し、防音対策を担当する鉄道建設・運輸施設整備支援機構と、新函館北斗駅が立地する北斗市との間で協議が進められているが、平行線をたどる状態となっている。騒音問題に伴って、エアジェット設置箇所周辺には発生音に関する注意喚起標識が設置されている。
車両に着雪した雪は落下することで設備の破損などを引き起こすがある。下り列車は新函館北斗駅到着後の全ての列車が函館新幹線総合車両所に入区し、融雪作業を受けている。上り列車は新青森以南に乗り入れる列車に対して、着雪状況に応じて新青森駅で人力による雪落とし作業を行っている。

### 地震対策設備
地震に備えて、最新の観測技術や高速ネットワークに対応し、早期探知アルゴリズムを改良した「早期地震防災システム」が開発され、北海道新幹線にも導入されている。また、2004年に発生した新潟県中越地震による上越新幹線脱線事故を受けて、新幹線車両が地震などにより脱線した場合でも、車両がレールから大きく逸脱することを防止する「車両逸脱防止L型ガイド」が開発され、使用車両であるH5系・E5系の全編成に設置されている。加えてレールの転倒や大幅な移動を防ぎ、L型車両ガイドが有効に機能するよう、「レール転倒防止装置」の敷設工事が進められている。

## 沿革

### 構想から整備計画の決定
1969年（昭和44年）5月30日に「新全国総合開発計画」が閣議決定された。この中で主要開発事業の構想として「鉄道については、青函トンネルの調査を早急に終了し、建設を推進する。また、青函トンネルを経て札幌に至る新幹線鉄道を建設するとともに、（中略）新幹線鉄道を札幌から道北にまで延長して、北海道縦貫新幹線鉄道として整備するとともに、道央から道東に至る北海道横断新幹線鉄道の建設を図る。」と現在の北海道新幹線に相当する新幹線鉄道を含むいくつかの新幹線路線の建設構想が盛り込まれた。
1970年（昭和45年）に全国新幹線鉄道整備法（以下「全幹法」）が公布された。この法律により、逼迫する幹線の輸送力増強を目的とした東海道・山陽新幹線とは異なり、経済発展や地域の振興を目的とした新幹線の建設が行われるようになった。
1971年（昭和46年）4月1日の運輸大臣通達により青函トンネルは将来新幹線を通しうる配慮をすることとなり、青函トンネルの規格は当時新幹線基準であった最大勾配12‰、最小曲線半径6,500 mに変更され、9月27日に工事実施計画が認可された。
1972年（昭和47年）6月29日に基本計画が決定、7月3日に全幹法第5条第1項の規定による「建設を開始すべき新幹線鉄道の路線を定める基本計画」（昭和47年運輸省告示第243号）により北海道新幹線（青森市 - 札幌市）、北陸新幹線（東京都 - 大阪市）、九州新幹線（福岡市 - 鹿児島市）の3路線の基本計画が告示された。この基本計画において北海道新幹線（青森市 - 札幌市）は青森市を起点に函館市附近を主要な経過地として札幌市を終点とすることが示された。
翌年の1973年（昭和48年）6月9日に、政府と自民党はルート選定基準を作成する方針を示した。国鉄および日本鉄道建設公団の土木調査で、長万部 - 札幌間の最短ルートである「中央ルート」は火山地帯にほぼ30 kmの長大トンネルを建設する必要があることから断念された。ニセコ・小樽方面を経由する「北周りルート」は南回りに比べて距離が約70 km短いが雪の問題で不利である。一方、室蘭や苫小牧を経由する「南回りルート」は沿線人口が多く、在来線との役割分担の点で利点があるとして「南回りルート」が有力視された。9月18日に調査結果の概要が示され、北海道新幹線は「北回りルート」に決定された。この背景には当時の首相である田中角栄が列島改造の大動脈として南北海道の開発も考慮したうえで支持したとされている。
同年11月13日には前述の3路線に加え、東北新幹線（盛岡市 - 青森市）、九州新幹線（福岡市 - 長崎市）を含む5路線（いわゆる整備新幹線）の整備計画が決定された。北海道新幹線（青森市 - 札幌市）は最高設計速度260 km/h、主要な経過地として「函館市附近、小樽市附近」が示され、その他「北海道新幹線、津軽海峡部において、青函ずい道を津軽海峡線とを共用する。」とされ、建設主体は日本鉄道建設公団とされた。同年11月15日には運輸省告示第466号により北海道新幹線（札幌市 - 旭川市）を含む12路線の基本計画が決定された。
国鉄の経営悪化などを背景に1982年（昭和57年）9月の第二次臨時行政調査会の基本答申に沿って、北海道新幹線を含む整備新幹線計画を当面見合わせる閣議決定がなされた。
国鉄改革や行財政改革の進展、沿線地域の建設促進への強い要望などを背景に、1987年（昭和62年）1月に整備新幹線見合わせの閣議決定が変更され、新幹線の建設に道が開かれた。

### 青函トンネル開業後
1988年（昭和63年）3月13日に、青函トンネルを含む海峡線 中小国駅 - 木古内駅間が開業し、青函連絡船は廃止された。
青函トンネル開業時点における需要予測は、盛岡 - 札幌間の新幹線が全線開業した場合は函館 - 札幌間で11,000人／日、盛岡 - 函館間が開通した場合は青森 - 函館間で8000人／日程度であり、全額無償資金で建設を行った場合でも、並行在来線を含めた総合収支では大幅な赤字になることが予想された。そのため、JR北海道の会社意見としては、建設費の全額公的負担、施設の無償貸与、青函トンネルと同等以上の固定資産税の減免措置、施設の更新、災害時復旧の公的負担を前提に青森 - 函館間の建設を行い、札幌まではその実績等を踏まえて判断したいと表明した。
1996年（平成8年）12月25日の「整備新幹線の取扱いについて 政府与党合意」では、北海道新幹線の新規着工区間として新青森 - 札幌間のルートが公表された。平成8年の合意に基づいて、1998年（平成10年）1月に「政府・与党整備新幹線検討委員会における検討結果」が公表され、従来の整備新幹線計画が維持されていることを確認したうえで新規着工区間が示された。
2000年（平成12年）12月18日の「整備新幹線の取扱いについて」政府・与党申合せにおいて、北海道新幹線の新青森 - 札幌間については「環境影響評価終了後工事実施計画の認可申請を行う」、新青森 - 新函館間については「青函トンネルについて、貨物鉄道走行に関する調査を行う」とされた。今回着工しない区間については、東北新幹線（盛岡駅 - 八戸駅間）、九州新幹線（新八代駅 - 鹿児島中央駅間）の開業後に見直しを行うとされた。
2002年（平成14年）1月に北海道新幹線 新青森 - 札幌間の工事実施計画認可申請が行われた。同年12月に東北新幹線 盛岡駅 - 八戸駅間が開業した。
2003年（平成15年）10月1日に鉄道建設・運輸施設整備支援機構が設立され、日本鉄道建設公団は解散した。これにより北海道新幹線の建設・貸付け業務は機構に引き継がれた。

### 着工後
2004年（平成16年）12月16日の「整備新幹線の取扱いについて」政府・与党申合せにおいて、北海道新幹線の新青森 - 新函館間については「平成17年度当初に着工し、平成27年度末の完成を目指す」とされた。この申し合わせに基づき新青森 - 新函館間は2005年（平成17年）4月に工事実施計画の追加認可申請を行い、認可された。5月には新青森 - 新函館間の起工式が行われた。海峡線との共用区間についてはJR北海道に工事の一部が委託された。2008年3月ダイヤ改正より海峡線の深夜帯の間合いを4時間に拡大し、津軽今別駅および知内駅構内に設けられた軌道基地からのチラ50000形貨車によるロングレールの現地までの輸送、現地での三線軌道敷設、架線の張力を調整するトンネルテンションバランサ（TTB）の取り付けが開始された。
2010年（平成22年）12月に八戸駅 - 新青森駅間が開業したことで東北新幹線は全線開通となった。
2011年（平成23年）12月26日の「整備新幹線の取扱いについて」政府・与党確認事項において、北海道新幹線は新青森 - 新函館間の「平成27年度末の開業」および新たな着工区間として、新函館 - 札幌間について営業主体であるJR北海道の同意と並行在来線の経営分離に関する沿線自治体の同意を条件に「新青森 - 新函館間の開業から概ね20年後」を想定完成・開業時期とする方針を示した。翌2012年（平成24年）6月に北海道新幹線 新函館（仮称）- 札幌間が認可、着工された。
2012年（平成24年）4月に公表された整備新幹線未着工区間の「収支採算性及び投資効果の確認」に関するとりまとめにおいて、「貨物列車と併用する北海道新幹線の青函トンネル等の共用走行区間では新幹線列車は、当面、時速140 kmでの運行が予定されているが、今後、積極的に技術面の検討を行い、できる限り早い時期に速度向上の見通しをつけることが極めて重要。」とされた。これを踏まえて、青函共用走行区間技術検討WGで以下の案の検討が開始された。
- 1. 高速新幹線と在来線の運行時間帯を区分
- 2. すれ違い時に高速新幹線が減速
- 3. 貨物専用新幹線（トレイン・オン・トレインなど）を導入する
- 4. 第2の青函トンネルを建設する
- 5. 上下線の間に隔壁を設置する
- 6. その他

2013年（平成25年）3月29日に「青函共用走行問題に関する当面の方針」が示された。当面の方針として、(1) 「時間帯区分案」により、開業1年後の2017年（平成29年）春（防音壁等の完工時期）から1年後のダイヤ改正時である2018年（平成30年）春に、安全性の確保に必要な技術の検証が円滑に進むことを前提として、1日1往復の高速走行の実現を目指す。(2) (1)と並行して、「すれ違い時減速システム等による共用走行案」及び「新幹線貨物専用列車導入案」の技術的実現可能性の検討を深度化し、開発の方向性の見通しを得るとされた。
2015年（平成27年）1月14日の「整備新幹線の取扱いについて」政府・与党申合わせで、整備新幹線の開業前倒しを図る方針が示された。北海道新幹線においては新函館（仮称）- 札幌間の完成・開業時期を平成47年度から5年前倒して平成42年度末の完成・開業を目指すとされた。

### 新青森駅 - 新函館北斗駅間の開業後
2016年（平成28年）3月26日に新青森駅 - 新函館北斗駅間が開業した。これにより、東京駅 - 新函館北斗駅間の所要時間は最短で4時間2分となった。

#### 青函トンネル内の高速化
2016年3月の新青森駅 - 新函館北斗駅間の開業時点では、開業区間約149 kmのうち半数以上の約82 kmが青函共用走行区間であり、貨物列車とのすれ違いの影響などから最高速度が140 km/hに制限されていた。そのため、国土交通省の青函共用走行区間等高速化検討WGにおいて、2018年度末を目標に青函トンネル内の約54 kmで最高速度を160 km/hに引き上げ、遅くとも2020年度までにゴールデンウィーク(GW)やお盆、年末年始などの貨物列車の本数が少ない時期に、時間帯を限定したうえで下り線で200 km/hを目標とする方針が定められた。160 km/h化によって3分、200 km/h化によってさらに3分の所要時間の短縮が見込まれている。
この方針を踏まえて、鉄道・運輸機構は2018年9月に160 km/hから210 km/hでの速度向上試験（200 km/h以上は下り線のみ）および160 km/hでの新幹線と在来線のすれ違い試験を行うことを発表した。しかし台風21号および北海道胆振東部地震の影響により、200 km/h以上での走行試験は見送られた。この結果を踏まえ、2019年（平成31年）3月16日のダイヤ改正より、青函トンネル内の最高速度が140 km/hから160 km/hに引き上げられた。これにより、東京駅 - 新函館北斗駅間の所要時間は4分短縮され、最短で3時間58分となった。
鉄道・運輸機構は、2019年9月から10月にかけて青函トンネル内において200 km/hから260 km/hまでの速度向上試験を行うと発表した。
2020年3月には、新青森 - 新函館北斗間の工事の完了時期について、2019年度末から「青函共用走行区間における所要の高速走行開始後に実施予定の明かり区間に係る環境対策等の残工事に着手してから概ね3年後」に変更した。
同年9月に、JR北海道と国土交通省は、貨物列車の運行の少ない年末年始の一部列車において、新幹線と貨物列車がすれ違わない時間を設ける時間帯区分方式により、青函トンネル内の最高速度をそれまでより50 km/h引き上げて210 km/hで走行する計画を発表した。具体的には、2020年12月31日から2021年1月4日の始発から15時半頃に青函トンネルを走行する上下各7本について最高速度210 km/hでの営業運転を実施する。これにより、所要時間はさらに3分短縮される。国土交通省は今後、260 km/hへの速度向上の早期実現を目指すとともに、時間帯区分方式の段階的拡大の可能性についても検討を進めていくとした。
しかし、初日となる2020年12月31日の下り当該列車は、従来どおり最高速度160 km/hでの営業運転となった。原因は、青函トンネル内の下り線内で、新幹線の高速走行に支障がない状態を確認する確認車が、建築限界外側の設備を内側にあると誤検知した箇所が9か所発生したことであった。JR北海道が同日に発表した時点では、翌年1月1日 - 1月4日は、当初の計画通り上下各7本が最高速度210 km/hでの営業運転を実施するとして、予定通り最高速度210 km/hで営業運転が実施された。
2022年12月には、2023年度（令和5年度）予算で青函トンネル内を走行する新幹線の最高速度を260 km/hに引き上げるためのシステム改修費として約1億円が計上されると報道された。2024年1月にJR北海道と国土交通省は、2024年度のゴールデンウィーク期間中の始発から15時半頃に青函トンネルを走行する上下各7本について、最高速度260 km/hでの営業運転を実施することを発表した。これにより、所要時間は通常ダイヤに比べ5分短縮され東京駅 - 新函館北斗駅間の所要時間は最短3時間52分となる。

##### 特定時期における時間帯区分方式による高速走行
- 2020年度（令和2年度）
  - 12月31日 - 1月4日（年末年始）：始発から15時半頃の上下各7本の定期列車[JR 7]。
- 2021年度（令和3年度）
  - 5月3日 - 6日（GW）：始発から15時半頃の上下各7本の定期列車および下り臨時列車1本[JR 8]。
  - 8月12日 - 16日（お盆）：始発から15時半頃の上下各7本の定期列車[JR 9]。
  - 12月31日 - 1月4日（年末年始）：始発から15時半頃の上下各7本の定期列車[JR 10]。
- 2022年度（令和4年度）
  - 5月1日、2日、4日 - 6日（GW）：始発から15時半頃の上下各7本の定期列車[JR 11]
  - 8月13日 - 16日（お盆）：始発から15時半頃の上下各7本の定期列車[注 10]
  - 12月30日 - 1月4日（年末年始）：始発から15時半頃の上下各7本の定期列車[JR 14]。
- 2023年度（令和5年度）
  - 5月3日 - 7日（GW）：始発から15時半頃の上下各7本の定期列車および下り臨時列車1本[JR 15]
  - 8月12日 - 16日（お盆）：始発から15時半頃の上下各7本の定期列車および上り臨時列車1本[JR 16]
  - 12月30日（年末年始）：始発から12時頃の下り5本、上り4本の定期列車
  - 12月31日 - 1月4日（年末年始）：始発から15時半頃の上下各7本の定期列車および下り臨時列車1本[JR 17]
- 2024年度（令和6年度）
  - 4月29日、5月4日 - 7日（GW）：始発から15時半頃の上下各7本の定期列車および下り臨時列車2本[JR 6]
  - 8月12日（お盆）：始発から12時頃の下り5本、上り4本の定期列車および下り臨時列車1本
  - 8月13日 - 17日（お盆）：始発から15時半頃の上下各7本の定期列車[JR 18]
  - 12月30日（年末年始）：始発から12時頃の下り5本、上り4本の定期列車
  - 12月31日 - 1月4日（年末年始）：始発から15時半頃の上下各7本の定期列車[JR 19]
- 2025年度（令和7年度）
  - 5月3日（GW）：始発から12時頃の下り5本、上り4本の定期列車および下り臨時列車1本
  - 5月4日 - 7日（GW）：始発から15時半頃の上下各7本の定期列車[JR 20]

### 新函館北斗 - 札幌間の建設
新函館北斗 - 札幌間では現地の状況や沿線自治体などからの要望を踏まえて工事計画の変更が行われた。
2016年（平成28年）7月には、村山トンネル (5,265 m) と渡島トンネル (26,470 m) の間の区間は治山の必要性が高いことから、勾配を変更して2つのトンネルを一体化し、渡島トンネル (32,675 m) とした。開業すると全長30 kmを超える国内最長の陸上トンネルとなる。また、羊蹄トンネルの勾配変更や、認可時は地平駅であった倶知安駅が高架駅へ変更された。
2017年（平成29年）9月には、認可時は高架橋構造であった札幌市街地区間をトンネル構造へ変更し、トンネル名を手稲トンネル (18,750 m) から札樽トンネル (26,230 m) へ変更した。また、認可時は地平駅であった長万部駅が高架駅へ変更された。
2018年（平成30年）11月には、札幌駅新幹線ホームの位置を北海道、札幌市、鉄道・運輸機構、JR北海道、国土交通省による「北海道新幹線札幌駅ホーム位置に係る調整会議」の確認事項に基づき、在来線1、2番線ホームを新幹線ホームに転用する認可案から、在来線駅の東側に相対式ホームを新たに建設し、在来線とは跨線橋や連絡通路で接続する案に変更された。
2019年（令和元年）11月には、磐石トンネル（4,540 m）と祭礼トンネル（2,000 m）の間の区間は治山の必要性が高いことから、勾配を変更したうえで磐石トンネルとして一本化した。

#### 新函館北斗 - 札幌間の開業遅延
前述のとおり、新函館北斗 - 札幌間は2012年（平成24年）6月に着工し、2015年（平成27年）1月の政府・与党申合せにおいて開業時期を5年前倒し、2030年度末の開業を目指すこととされた。しかし、この区間は約8割がトンネル区間であり、自然由来の重金属を含む発生土の受入地確保が難航したこと、想定外の巨大な岩塊の出現や予想を上回る地質不良などにより、複数のトンネル工区について想定より3 - 4年程度の遅延が生じていた。このような事態を受けて、2022年（令和4年）から国土交通省において有識者会議が開催され、2024年（令和6年）5月には建設主体である鉄道・運輸機構が2030年度末の開業は極めて困難であると報告した。
新函館北斗 - 札幌間の沿線は、比較的新しい新第三紀の地層が広く分布しており、形成された期間が短い堆積岩類は柔らかく掘削時に崩れやすい性質がある。また、火山活動が活発な地域である。渡島トンネルでは、台場山工区においては通常に比べて崩れやすく土圧が高い地質となっており、地表面の陥没に伴う土砂流入により工事が７ヶ月間にわたり停止した。南鶉工区については膨張性粘土鉱物が存在し、鋼材が変形するほど土圧が高い地質となっている。そのためトンネルを圧力に強い構造にするための追加の工事が必要になり、掘進速度が大幅に低下している。羊蹄トンネルは羊蹄山に近接しており、過去の火山活動によって生じた巨礫が山麓に存在している。比羅夫工区では、シールドマシン前方に十数メートル四方にも及ぶ岩塊群が出現したため、迂回トンネルを掘削し、シールドマシンの反対側から岩塊群を撤去した。これにより、掘進再開までに2年半ほどを要した。有島工区においても岩塊が確認され、地上から岩塊を撤去するなどの対応が必要となった。なお、未掘削区間においても岩塊が存在する可能性があるものの確認は困難であり、シールドマシンで掘削ができない場合はその都度岩塊を撤去する必要がある。札樽トンネルでは星置工区、石倉工区から生じる自然由来の重金属を含む地層（対策土）から生じる発生土の受入地の確保に時間を要し、工事に遅れが生じている。石倉工区等では想定外の場所から対策土が発生し、一時的に受入地の不足が生じたため、仮設の発生土置き場を確保するなどの対策を講じている。また、札幌駅に近い札幌工区では地質不良により、当初の想定よりもシールドマシンによる掘進速度が低下している。
現時点で開業時期を決定づけると考えられる工区である渡島トンネル（台場山工区）を対象とした場合、地表面陥没等による掘削中止を含む地質不良により約5年4ヶ月、労働時間規制により土木工程と軌道・電気工程の合計で約3年4ヶ月、最高速度320 km/h化に伴う試験の増加等により約1年 3ヶ月遅れが見込まれる。ここに、2030年度開業工程には見込んでいなかった工程短縮策による約2年の短縮を考慮しても、開業は約８年の遅れの2038年度と見込まれている。ただし、台場山トンネルでは地質不良によりボーリング調査が十分にできておらず、完成・開業の見通しには流動的な要素もある。

### 年表

#### 着工前 国鉄時代
- 1946年（昭和21年）2月26日：青函トンネル地質調査開始[33]。
- 1954年（昭和29年）9月26日：青函航路（青函連絡船）洞爺丸事故が発生し、青函トンネル建設計画が本格的に浮上[33]。
- 1963年（昭和30年）2月18日：国鉄内に「津軽海峡連絡ずい道技術調査委員会」発足[33]。
- 1964年（昭和39年）
  - 3月23日：日本鉄道建設公団が発足し、国鉄から青函トンネル調査業務を引き継ぐ[33]。
  - 5月8日：北海道側斜坑掘削開始[33]。
  - 10月1日：東海道新幹線 東京駅 - 新大阪駅間開業[54]。
- 1969年（昭和44年）5月30日：新全国総合開発計画閣議決定[55]。
- 1970年（昭和45年）5月18日：全国新幹線鉄道整備法公布[55]。
- 1971年（昭和46年）
  - 4月1日：鉄道敷設法工事線への変更および新幹線を通しうるよう設計上配慮する旨の指示[33]。
  - 9月28日：青函トンネル本工事着手[33]。
- 1972年（昭和47年）
  - 6月29日：北海道新幹線（青森市 - 札幌市）を含む4路線の基本計画決定および調査の指示[56]。
  - 7月3日：昭和47年運輸省告示第243号により、前述の4路線の基本計画公示[56]。
- 1973年（昭和48年）
  - 11月13日：北海道新幹線（青森市 - 札幌市）を含む5路線の整備計画決定および建設の指示[35]。
  - 11月15日：昭和48年告示第465号により、北海道新幹線（青森市 - 旭川市）に基本計画変更。
- 1981年（昭和56年）10月8日：取付部の工事線への追加および新幹線を通しうるよう設計上配慮する旨の指示[56]。
- 1982年（昭和57年）
  - 6月23日：東北新幹線 大宮駅 - 盛岡駅間開業[57]。
  - 9月24日：臨時行政調査会第三次答申にて、財政赤字の拡大、国鉄の経営悪化を理由に整備新幹線の建設計画の当面見合わせを閣議決定[5][56]。
- 1983年（昭和58年）1月27日：青函トンネル先進導坑貫通[33]。
- 1985年（昭和60年）
  - 3月14日：東北新幹線 上野駅 - 大宮駅間開業[57]。
  - 8月22日：整備新幹線財源問題等検討委員会の設置、新幹線駅周辺周辺環境整備事業の実施[56]。
- 1987年（昭和62年）1月30日：整備新幹線計画見合わせの閣議決定を変更[56]。

#### 着工前 JR北海道発足後
- 1987年（昭和62年）
  - 4月1日：国鉄分割民営化に伴い、JR各社が発足。新幹線鉄道保有機構が発足し、東北新幹線（東京駅 - 盛岡駅）、上越新幹線、東海道新幹線、山陽新幹線の鉄道施設を保有し、JR各社に有償で貸し付け。
  - 11月：青函トンネル完成[33]。
- 1988年（昭和63年）
  - 3月13日：海峡線開業に伴い、青函トンネル供用開始[33]。青函連絡船廃止。
  - 8月31日：「整備新幹線の取扱について」政府・与党申合せにおいて整備新幹線着工優先順位決定[58]。
- 1989年（平成元年）1月17日：「平成元年度予算編成にあたっての整備新幹線の取扱について」により整備新幹線の旧財源スキーム策定[59]。
- 1990年（平成2年）12月24日：「整備新幹線着工等について政府与党申合せ」により、並行在来線をJRから経営分離することを明記。
- 1991年（平成3年）
  - 6月20日：東北新幹線 東京駅 - 上野駅間開業[60]。
  - 10月1日：新幹線鉄道保有機構が解散し、鉄道整備基金設立。
- 1996年（平成8年）12月25日：「新幹線の取扱いについて 政府与党合意」により新幹線の新財源スキーム、新規着工区間など決定。上下分離方式により、JRは受益の範囲を限度とした貸付料を支払うこととされる。北海道新幹線は新青森（石江） - 札幌間の駅・ルート公表および環境影響評価、新青森（石江） - 新函館（仮称）間の工事実施計画認可申請、町境トンネル難工事推進事業、新函館駅（仮称）部調査の実施を決定[国交省 2]。
- 1997年（平成9年）10月1日：鉄道整備基金が船舶整備公団と統合し、運輸施設整備事業団設立。
- 1998年（平成10年）
  - 1月21日：政府・与党整備新幹線検討委員会検討結果公表。従来の整備計画として、北海道新幹線 青森 - 札幌間の維持を確認。新青森（石江） - 札幌間の駅・ルートを公表し、引き続き環境影響評価に着手するとともに、新函館駅（仮称）の駅部調査を開始することを決定[国交省 3]。
  - 2月3日：新青森 - 札幌間のルート公表[JRTT 5]。
- 2000年（平成12年）12月18日：整備新幹線検討委員会による政府・与党申し合わせ。北海道新幹線の新青森 - 札幌間は環境影響評価終了後、工事実施計画の認可申請を行うこと、新青森 - 新函館間の青函トンネルについて、貨物鉄道走行に関する調査を実施することを決定。今回着工しない区間は東北新幹線 盛岡 - 八戸間および九州新幹線 (鹿児島ルート) 新八代 - 西鹿児島間の完成後に見直すこととされた[国交省 4]。
- 2002年（平成14年）
  - 1月8日：新青森 - 札幌間の環境影響評価および工事実施計画認可申請[JRTT 5]。
  - 12月1日：東北新幹線 盛岡駅 - 八戸駅間開業[38]。
- 2003年（平成15年）
  - 10月1日：運輸施設整備事業団と日本鉄道建設公団が統合し、鉄道建設・運輸施設整備支援機構設立。
  - 12月17日：同日付の与党整備新幹線建設促進プロジェクトチーム取りまとめを踏まえ、整備新幹線の取扱いについて、政府・与党合意[国交省 8]。
- 2004年（平成16年）
  - 4月1日：青函トンネルにおける新幹線・貨物列車共用走行事業化調査などの実施計画を国土交通省が認可[国交省 9]。
  - 12月16日：政府・与党検討委員会の検討結果（政府・与党申し合わせ）により、新たな財源スキーム（既設新幹線譲渡収入の前倒し活用など）および着工区間が決定。北海道新幹線の新青森 - 新函館（仮称）間は平成17（2005）年度初に着工し、平成27（2015）年度末の完成を目指す方向で合意[国交省 10]。

#### 着工後
- 2005年（平成17年）
  - 4月20日：新青森 - 新函館（仮称）間の工事実施計画追加認可申請[39]。
  - 4月27日：新青森 - 新函館（仮称）間の工事実施計画追加認可[39][国交省 11]。
  - 5月22日：新青森 - 新函館（仮称）間起工式[40]。
- 2010年（平成22年）
  - 5月19日：新青森 - 新函館（仮称）間の工事実施計画（その2）認可[国交省 12]。
  - 12月4日：東北新幹線 八戸駅 - 新青森駅間開業[43]。
- 2011年（平成23年）12月26日：「整備新幹線の取扱いについて」政府・与党申し合わせにおいて新函館（仮称） - 札幌間の新規着工を決定[国交省 5]。
- 2012年（平成24年）
  - 6月12日：新函館（仮称）- 札幌間の工事実施計画追加認可申請[JRTT 5]。
  - 6月29日：新函館（仮称）- 札幌間の工事実施計画追加認可[国交省 13]、着手[JRTT 5]。
- 2013年（平成25年）1月18日：新青森 - 新函館（仮称）間の工事実施計画変更認可[国交省 14]。
- 2015年（平成27年）
  - 1月14日：「整備新幹線の取り扱いについて」政府・与党申し合わせ。「新函館（仮称）- 札幌間の開業時期を当初計画の平成47（2035）年度より3年前倒しし、平成42（2030）年度末とする」ことで合意[国交省 6]。
  - 12月24日：新青森 - 新函館北斗間の鉄道施設工事の完成検査が合格[国交省 15]。また、新青森 - 新函館北斗間の特別急行料金の上限設定を国土交通省が認可[国交省 16]。
- 2016年（平成28年）3月25日：新青森 - 新函館北斗間の年間貸付料について、年額1.14億円として認可。北海道新幹線 新青森 - 新函館北斗間の営業開始により生じる受益について、JR東日本は年額22億円を支払う[国交省 17]。

#### 新青森 − 新函館北斗間開業後
- 2016年（平成28年）
  - 3月26日：北海道新幹線 新青森駅 - 新函館北斗駅間 （148.9 km） が開業[6]。
  - 4月26日：新青森 - 新函館（仮称）間の工事実施計画変更認可[国交省 18]。
- 2019年（平成31年・令和元年）
  - 3月16日：共用走行区間のうち、青函トンネル内の最高速度が160 km/hに引き上げ[JR 3]。
  - 4月17日：青函トンネル内において、竜飛定点 - 吉岡定点間（約23.3 km）で、携帯電話不通区間が解消[JR 21]。
  - 9月5日：青函トンネル内において、青函トンネル入口 - 竜飛定点間（約13.6 km）および吉岡定点 - 青函トンネル出口間（約17.0 km）で、携帯電話不通区間が解消[JR 22]。
  - 12月26日：木古内駅（手前）- 新函館北斗間（トンネル長約11.9 km）で、携帯電話不通区間が解消[JR 23]。
- 2020年（令和2年）
  - 2月13日
    - 佐川急便とJR北海道が、北海道新幹線の車両を使用した貨客混載事業を検討していることを発表[JR 24][注 11]。
    - 北海道、JR北海道、JR東日本、鉄道会館が、噴火湾（内浦湾）で捕れた魚介類や北海道の海鮮類を使った弁当を、北海道新幹線を活用して東京駅まで運搬し販売するイベントを、翌月9日と10日に実施することを発表[JR 26]。

  - 3月4日：北海道、JR北海道、JR東日本、鉄道会館が、上記のイベントを中止することを発表[JR 27]。
  - 3月25日：北海道新幹線の全てのトンネル（約30 km）で携帯電話不通区間が解消。これに伴い、全てのトンネル内（約97 km）で携帯電話が利用可能となる[JR 28]。
  - 12月24日：佐川急便とJR北海道が、北海道新幹線の車両を使用した貨客混載の事業化に向けた実車検証を、新函館北斗駅にて2021年1月下旬に実施することを発表[JR 29][注 12]。
- 2021年（令和3年）
  - 1月21日：佐川急便とJR北海道が、北海道新幹線の車両を使用した貨客混載の事業化に向けた実車検証を、新函館北斗駅にて公開[道新 4]。
  - 3月10日：佐川急便とJR北海道が、北海道新幹線の車両を使用した貨客混載事業を同年3月24日より開始することを発表[JR 30][JR 31]。これに合わせてJR北海道とJR東日本グループが連携して、北海道産の生鮮品や駅弁などを新幹線を活用して輸送する事業の検討を実施していることを発表[JR 31]。
  - 3月24日：平日上り1本のみ、北海道新幹線の車両を使用した貨客混載事業を開始[JR 30][JR 31]。
- 2024年（令和6年）
  - 5月8日：鉄道・運輸機構が国土交通省に2030年度までの札幌延伸が極めて困難であることを報告[9]。

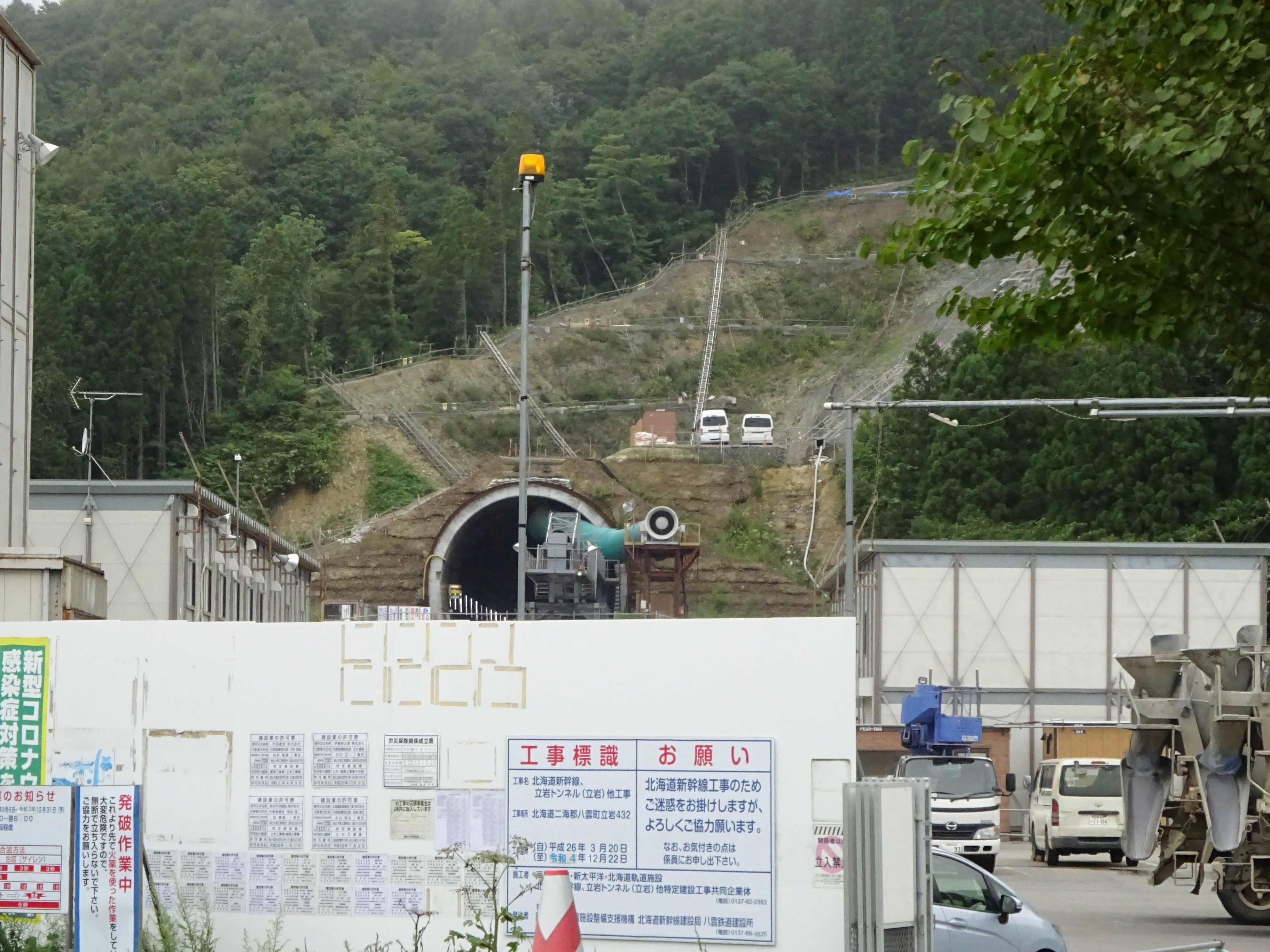
立岩トンネル工事現場（八雲町）

#### 今後の予定
- 2038年度末：新函館北斗駅 - 札幌駅間開業予定[道新 1]。

## 事業の効果と影響・利用状況

### 公共交通機関の変化

#### 首都圏 - 道南
首都圏（東京都・神奈川県・埼玉県・千葉県）  - 道南間の公共交通機関分担率の変化は、新青森 - 新函館（仮称）間着工後の2005年度は、鉄道14%、航空86%、東北新幹線全線開業後の2011年度は、鉄道12%、航空86%、開業前年の2015年度では鉄道13%、航空87%と鉄道の割合は1割強であった。しかし、新青森 - 新函館北斗間開業後の2016年度は、鉄道34%、航空66%と鉄道が増加したが航空の割合が優勢である。2018年度でも鉄道26%、航空74%とその傾向は継続している。
首都圏 - 道南間の運行本数の変化は、新青森 - 新函館（仮称）間着工後の2005年は、鉄道8本、航空（羽田 - 函館）9本、、2015年は鉄道8本、航空8本であった。新青森 - 新函館北斗間開業後の2016年は鉄道が10本に増加し、航空は8本を維持した。2018年は鉄道、航空いずれの運行本数も変化していない。
首都圏 - 道南間の鉄道利用実績は、2005年度は22万人、2014年度は17万人であったが、新青森 - 新函館北斗間開業後の2016年度は55万人と約3.3倍に増加し、2017年度も38万人と開業前より高い水準を維持している。

#### 青森 - 函館
青森県 - 道南間の交通分担率の変化は新青森 - 新函館（仮称）間着工後の2005年では鉄道53%、船47%であったが、東北新幹線全線開業後の2011年度は鉄道73%、船27%と鉄道の割合が大きく増加した。新青森 - 新函館北斗間開業後の2017年度は鉄道76%、船24%で大きな変化は見られない。
青森 - 函館間の運行本数の変化は、新青森 - 新函館（仮称）間着工後の2005年は、鉄道9本、フェリー21本であったが、東北新幹線全線開業後の2011年度は鉄道は10本に微増し、フェリーは16本に減少した。新青森 - 新函館北斗間開業後の2016年には鉄道が13本に増加したが、フェリーは16本で変化していない。
青森県 - 道南間の鉄道利用実績は、2005年度は49万人、開業前年度の2015年度は51万人であったが、新青森 - 新函館北斗間開業後の2016年度は70万人と1.4倍に増加した。その後の2018年度は59万人である。

### 対東京年間輸送人員
北海道新幹線と直通運転を行なっているJR東日本によると、コロナ禍の影響が無かった2018年度（平成30年度）の東京 - 函館間の年間輸送人員は、新幹線が約39.5万人（シェア28%）、航空機が約101.3万人（シェア72%）、新幹線と航空機の合計は約140.8万人であった。
北海道新幹線の起点側である、東京 - 青森間における年間輸送人員は、新幹線が約262万人（シェア78%）、航空機が約70.7万人（シェア22%）、新幹線と航空機の合計は約336.8万人となっており、東京 - 函館間とは新幹線と航空機のシェアが逆転している。
| 東京 - 函館 年間輸送人員（千人） | 東京 - 函館 年間輸送人員（千人） | 東京 - 函館 年間輸送人員（千人） | 東京 - 函館 年間輸送人員（千人） | 東京 - 函館 年間輸送人員（千人） |
| 年度                             | 新幹線                           | 航空機                           | 合計                             | 出典                             |
| -------------------------------- | -------------------------------- | -------------------------------- | -------------------------------- | -------------------------------- |
| 2014年（平成26年）               | 155                              | 1,092                            | 1,247                            | [ 69 ]                           |
| 2014年（平成26年）               | 12%                              | 88%                              | 100%                             | [ 69 ]                           |
| 2015年（平成27年）               | 169                              | 1,108                            | 1,277                            | [ 69 ]                           |
| 2015年（平成27年）               | 13%                              | 87%                              | 100%                             | [ 69 ]                           |
| 2016年（平成28年）               | 572                              | 1,044                            | 1,616                            | [ 69 ]                           |
| 2016年（平成28年）               | 35%                              | 55%                              | 100%                             | [ 69 ]                           |
| 2017年（平成29年）               | 398                              | 997                              | 1,395                            | [ 69 ]                           |
| 2017年（平成29年）               | 29%                              | 71%                              | 100%                             | [ 69 ]                           |
| 2018年（平成30年）               | 395                              | 1,013                            | 1,408                            | [ 69 ]                           |
| 2018年（平成30年）               | 28%                              | 72%                              | 100%                             | [ 69 ]                           |
| 2019年（令和元年）               | 394                              | 1,029                            | 1,423                            | [ 69 ]                           |
| 2019年（令和元年）               | 28%                              | 72%                              | 100%                             | [ 69 ]                           |
| 2020年（令和2年）                | 176                              | 355                              | 531                              | [ 69 ]                           |
| 2020年（令和2年）                | 33%                              | 67%                              | 100%                             | [ 69 ]                           |
| 2021年（令和3年）                | 189                              | 513                              | 702                              | [ 69 ]                           |
| 2021年（令和3年）                | 27%                              | 73%                              | 100%                             | [ 69 ]                           |
| 2022年（令和4年）                | 325                              | 930                              | 1,255                            | [ 69 ]                           |
| 2022年（令和4年）                | 26%                              | 74%                              | 100%                             | [ 69 ]                           |
| 2023年（令和5年）                | 437                              | 1,066                            | 1,503                            | [ 69 ]                           |
| 2023年（令和5年）                | 29%                              | 71%                              | 100%                             | [ 69 ]                           |

JR東日本によると2024年（令和6年）3月現在、新幹線の所要時間は最速3時間57分、運賃（通常期）は23,430円、1日10往復運行されている。また、航空機の所要時間は約2時間40分、1日8往復運航されている。
| 2018年度（平成30年度） 道南・北東北の対東京年間輸送人員（千人） | 2018年度（平成30年度） 道南・北東北の対東京年間輸送人員（千人） | 2018年度（平成30年度） 道南・北東北の対東京年間輸送人員（千人） | 2018年度（平成30年度） 道南・北東北の対東京年間輸送人員（千人） | 2018年度（平成30年度） 道南・北東北の対東京年間輸送人員（千人） |
| 区間                                                            | 新幹線                                                          | 航空機                                                          | 合計                                                            | 出典                                                            |
| --------------------------------------------------------------- | --------------------------------------------------------------- | --------------------------------------------------------------- | --------------------------------------------------------------- | --------------------------------------------------------------- |
| 東京 - 函館                                                     | 395                                                             | 1,013                                                           | 1,408                                                           | [ 69 ]                                                          |
| 東京 - 函館                                                     | 28%                                                             | 72%                                                             | 100%                                                            | [ 69 ]                                                          |
| 東京 - 青森                                                     | 2,620                                                           | 748                                                             | 3,368                                                           | [ 69 ]                                                          |
| 東京 - 青森                                                     | 78%                                                             | 22%                                                             | 100%                                                            | [ 69 ]                                                          |
| 東京 - 盛岡                                                     | 2,621                                                           | -                                                               | 2,621                                                           | [ 69 ]                                                          |
| 東京 - 盛岡                                                     | 100%                                                            | 0%                                                              | 100%                                                            | [ 69 ]                                                          |
| 東京 - 秋田                                                     | 1,357                                                           | 972                                                             | 2,329                                                           | [ 69 ]                                                          |
| 東京 - 秋田                                                     | 58%                                                             | 42%                                                             | 100%                                                            | [ 69 ]                                                          |

道南と北東北の主要都市では、新幹線の輸送人員は東京 - 青森間と東京 - 盛岡間がほぼ同数で最も多く、航空機の輸送人員は東京 - 函館間が最多、新幹線と航空機を合わせた輸送人員では東京 - 青森間が最多となっている。

### 利用状況
開業から1年が経過した2017年3月27日にJR北海道は最初の1年間（2017年3月25日まで）の利用状況を発表した。それによると、年間の利用者数は229.2万人、一日平均で約6300人となり、在来線時代の前年に対して164%となった。平均乗車率は32%である。この数値は事前想定の1日5000人を上回ったが、平均乗車率は開業直後の2016年度の32%をピークに、2017年度が26%、2018年度が24%となっていて、開業から減少傾向が続いている。羽田・函館線の航空利用者は2016年上期に前年比97%で、時間的制約で航空機が優位になるとする想定は外れたと評されている。一方、函館大学等による調査では、ビジネス客は利用者の2割以下という結果が示され、青函間に限った場合には運賃・料金面で差が拡大したフェリーの利用客が増加した。
| 区間                | 試算年度           | 需要 (人キロ/日·km) | 便益 (B)   | 費用 (C)    | 純現在価値 (B-C) | 費用便益比 (B/C) | 経済的内部 収益率 | 出典   |
| ------------------- | ------------------ | ------------------- | ---------- | ----------- | ---------------- | ---------------- | ----------------- | ------ |
| 新青森 - 新函館北斗 | 2011年（平成23年） | 7,200               | 6,694 億円 | 5,950 億円  | 744 億円         | 1.1              | 4.7 %             | [ 74 ] |
| 新青森 - 新函館北斗 | 2020年（令和02年） | 4,300               | 4,925 億円 | 10,057 億円 | -5,132 億円      | 0.5              | 0.5 %             | [ 75 ] |

新青森 - 新函館北斗間の整備総事業費は 5,783 億円（平成26年4月価格）である。平成15年4月の認可額は 4,591 億円であったが、物価上昇の影響や法令・基準等の改正、東日本大震災等の要因により、1,192 億円（約 26 %）の増額が生じた。

#### 輸送密度
輸送密度は以下のとおり。
| 年度                   | 輸送密度 （人/日）        | 備考                                                                           | 出典      |
| 年度                   | 新青森駅 - 新函館北斗駅間 | 備考                                                                           | 出典      |
| ---------------------- | ------------------------- | ------------------------------------------------------------------------------ | --------- |
| 2016年度（平成28年度） | 5,971                     | 台風10号による影響を除くため、9 - 12月を除いた数値                             | [ JR 33 ] |
| 2016年度（平成28年度） | 5,638                     | 9 - 12月を含む数値                                                             | [ JR 33 ] |
| 2017年度（平成29年度） | 4,510                     | 前年度の開業ブーム効果落ち込みにより、前年度比減少。同年度分より集計方法見直し | [ JR 34 ] |
| 2018年度（平成30年度） | 4,899                     |                                                                                | [ JR 35 ] |
| 2019年度（令和元年度） | 4,645                     | 新型コロナウイルス感染症（COVID-19）の拡大の影響等により、前年度比減少         | [ JR 36 ] |
| 2020年度（令和02年度） | 1,326                     | COVID-19の影響により、前年度比大幅減少                                         | [ JR 37 ] |
| 2021年度（令和03年度） | 1,635                     |                                                                                | [ JR 38 ] |
| 2022年度（令和04年度） | 3,095                     |                                                                                | [ JR 39 ] |
| 2023年度（令和05年度） | 4,391                     |                                                                                | [ JR 40 ] |

#### 収支・営業係数
収支（営業収益、営業費用、営業損益）と営業係数は以下の通り。JR北海道発表分についてはいずれも管理費を含めた金額である。▲はマイナスを意味する。
| 年度                   | 収支（百万円） | 収支（百万円） | 収支（百万円） | 営業 係数 （円） | 備考 | 出典      |
| 年度                   | 営業 収益      | 営業 費用      | 営業 損益      | 営業 係数 （円） | 備考 | 出典      |
| ---------------------- | -------------- | -------------- | -------------- | ---------------- | --- | --------- |
| 2016年度（平成28年度） | 11,653         | 17,059         | ▲5,406         | 146              | | [ JR 41 ] |
| 2017年度（平成29年度） | 9,679          | 19,556         | ▲9,877         | 202              | 車両検査の本格化や青函トンネル内の老朽設備の取替費用等の増加により、前年度比拡大。同年度分より集計方法見直し | [ JR 34 ] |
| 2018年度（平成30年度） | 9,334          | 18,907         | ▲9,573         | 203              | 北海道胆振東部地震の影響による運輸収入および減価償却費・電気設備・除雪費等の減少により、前年度比改善         | [ JR 35 ] |
| 2019年度（令和元年度） | 9,199          | 18,546         | ▲9,347         | 202              | 新型コロナウイルス感染症（COVID-19）の拡大および減価償却費の減少により、前年度比改善                         | [ JR 36 ] |
| 2020年度（令和02年度） | 4,080          | 18,509         | ▲14,429        | 454              | COVID-19の影響により、前年度比拡大                                                                           | [ JR 37 ] |
| 2021年度（令和03年度） | 4,553          | 19,411         | ▲14,858        | 426              | 線路設備や電気設備の修繕増加により、前年比拡大                                                               | [ JR 38 ] |
| 2022年度（令和04年度） | 6,874          | 19,751         | ▲12,877        | 287              | | [ JR 39 ] |
| 2023年度（令和05年度） | 9,105          | 20,800         | ▲11,695        | 228              | | [ JR 40 ] |

## 今後の見通し

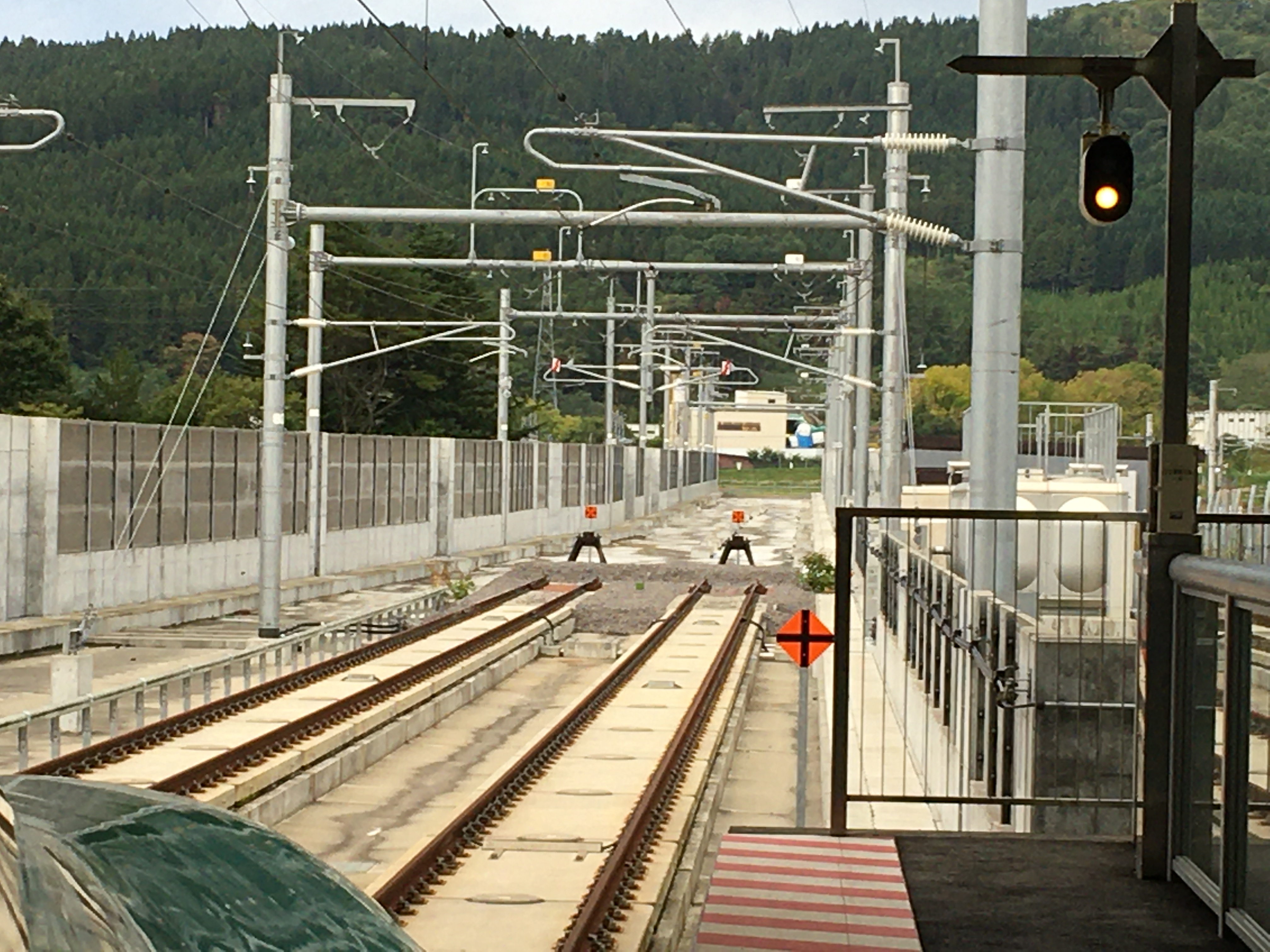
新函館北斗駅線路終端部。列車止めがあり、その先は将来の札幌方面延伸に向け工事中となっている。
写真中央部、高架橋の奥に見えるのが建設中の渡島トンネル。

### 新函館北斗 - 札幌間の整備効果
新函館北斗 - 札幌間は2012年に着工し、2030年度末に開業予定であった。2023年度（令和5年度）に行われたこの区間の事業の再評価では、新函館北斗 - 札幌間の開業により、東京 - 札幌間の所要時間は開業前（以下2023年3月時点）の7時間44分から約2時間55分短縮されて4時間49分（東北新幹線 盛岡 - 新青森間の320 km/hへの速度向上を想定）、函館 - 札幌間では3時間33分から約2時間10分短縮されて1時間22分となる。後述の最高設計速度の320 km/h化や青函共用走行区間の高速化等により、さらなる所要時間の短縮を目指している。航空との所要時間を比較すると函館 - 札幌間では新幹線のほうが早くなると試算されている。『北海道新聞』は札幌 - 仙台間の所要時間が現状（2018年時点）の約6時間30分 - 7時間から3時間半程度にまで短縮されることなどを踏まえ、大宮以北の区間ならば、乗り換えの手間がかかる航空機より新幹線の方が便利と見られていると報じている。新函館北斗 - 札幌間の整備により北海道（道南を除く）と道南の交流人口が21,000人/日から約1.1倍の23,000人/日に北海道（道南を除く）と東北地方の交流人口が4,300人/日から1.2倍の5,300人/日に増加すると予測されている。環境面では航空機、バスから新幹線に旅客が転移することで、北海道の運輸部門（自動車除く）の二酸化炭素排出量の約8%に相当する217,000 tの二酸化炭素の排出量削減が期待される。
| 在札幌（新千歳・丘珠）空港と北海道・ 東北新幹線沿線空港間の直行便年間旅客数（2019年度） | 在札幌（新千歳・丘珠）空港と北海道・ 東北新幹線沿線空港間の直行便年間旅客数（2019年度） | 在札幌（新千歳・丘珠）空港と北海道・ 東北新幹線沿線空港間の直行便年間旅客数（2019年度） |
| 北海道・東北新幹線 沿線航空路線名                                                       | 年間旅客数 （人）                                                                       | 出典                                                                                    |
| --------------------------------------------------------------------------------------- | --------------------------------------------------------------------------------------- | --------------------------------------------------------------------------------------- |
| 羽田（東京都）- 新千歳                                                                  | 8,807,306                                                                               | [ 81 ]                                                                                  |
| 仙台（宮城県）- 新千歳                                                                  | 840,340                                                                                 | [ 81 ]                                                                                  |
| 青森（青森県）- 新千歳                                                                  | 151,184                                                                                 | [ 81 ]                                                                                  |
| 函館（北海道）- 丘珠                                                                    | 110,122                                                                                 | [ 81 ]                                                                                  |
| 花巻（岩手県）- 新千歳                                                                  | 86,539                                                                                  | [ 81 ]                                                                                  |
| 函館（北海道）- 新千歳                                                                  | 76,811                                                                                  | [ 81 ]                                                                                  |
| 福島（福島県）- 新千歳                                                                  | 54,483                                                                                  | [ 81 ]                                                                                  |
| 三沢（青森県）- 丘珠                                                                    | 18,393                                                                                  | [ 81 ]                                                                                  |

平成29年度の新函館北斗 - 札幌間の事業の再評価に用いられた駅間別輸送人員について、2022年（令和4年）8月の『北海道新幹線札幌延伸事業の事業費及び輸送密度に関する質問主意書』に対する内閣の答弁書において明らかにされた。平成29年度時点での駅間別輸送人員（年間）の予測値は、新函館北斗・新八雲間 約620万人、新八雲・長万部間 約650万人、長万部・倶知安間 約690万人、倶知安・新小樽間 660万人、新小樽・札幌間 630万人とされている。
運賃・料金については、新函館北斗 - 札幌間の新幹線整備により営業キロが短縮されることで、開業前に比べて安くなると想定されている。鉄道・運輸機構は、東京 - 札幌間の運賃・料金は開業前（以下2023年3月時点）の27,760円から26,830円、函館 - 札幌間では、9,440円から 9,370円になると試算している。
| 区間              | 試算年度           | 需要 (人キロ/日·km) | 便益 (B)    | 費用 (C)    | 純現在価値 (B-C) | 費用便益比 (B/C) | 経済的内部 収益率 | 出典   |
| ----------------- | ------------------ | ------------------- | ----------- | ----------- | ---------------- | ---------------- | ----------------- | ------ |
| 新函館北斗 - 札幌 | 2017年（平成29年） | 17,800              | 13,997 億円 | 12,687 億円 | 1,310 億円       | 1.1              | 4.5 %             | [ 84 ] |
| 新函館北斗 - 札幌 | 2022年（令和04年） | 16,900              | 19,014 億円 | 21,314 億円 | －2,300 億円     | 0.9              | 3.5 %             | [ 85 ] |

新函館北斗 - 札幌間の事業費は2023年時点で約2兆3,159億円と見込まれている。

### 青函共用走行区間の高速化
青函共用走行区間を高速化した場合の時間短縮効果について、国土交通省の青函共用走行区間技術検討WGの資料で示された試算では開業当初の共用走行区間を140 km/hで走行する場合と比較して、共用走行区間全体（約82 km）で最高速度を200 km/hに向上した場合約12分、260 km/hに向上した場合約19分、青函トンネル（約54 km）で最高速度を200 km/hに向上した場合約6分、260 km/hに向上した場合約10分とされている。現在、青函トンネルでは160 km/h、前後の明かり区間は140 km/h走行とされているが、貨物列車の走行が少ない特定時期（GW、お盆、年末年始）においては青函トンネル内に限って最高速度を260 km/hに引き上げて高速走行が行われている。2025年3月に開催された同WGにおいて、特定時期の260 km/h での高速走行について、年末年始を除いて明かり区間についても拡大する方針が示された。これにより、明かり区間で約9分、青函トンネル区間と合わせた共用走行区間全体で約14分の短縮が見込まれる。走行試験用の車両改修やシステム改修等を進め、今後検討が順調に進めば2028年度（令和10年度）の実現を目指すとしている。

### 整備新幹線区間の速度向上
東北新幹線盛岡以北および北海道新幹線は、整備計画によって最高速度が260 km/hとされている。新函館北斗 - 札幌間の着工に向けた試算では、東北新幹線盛岡以北および北海道新幹線を速度向上させた場合の試算も行われた。基本ケースの盛岡 - 札幌間260 km/h、青函共用走行区間140 km/hの場合、東京 - 札幌間の所要時間は5時間1分で投資効果 (B/C) は1.1だが、青函共用走行区間の速度を260 km/hに速度向上した場合、基本ケースに比べて18分短縮されて4時間43分でB/Cは1.2、青函共用走行区間を含む盛岡 - 札幌の全区間で320 km/hに速度向上した場合、基本ケースに比べて28分短縮されて4時間33分でB/Cは1.4と試算されている。
2019年5月13日にJR北海道は、北海道新幹線 新函館北斗 - 札幌間を320 km/hで走行可能とするための工事を、現計画（最高速度260 km/h）との工事費の差額を自社負担により実施することを国土交通省に対して要請した。新函館北斗 - 札幌間のうち80%（約170 km）にあたるトンネル区間では、トンネル微気圧波対策として約30か所のトンネル坑口に設置される緩衝工の延長、それ以外の20%（約42 km）のうち約30 kmの区間では、防音壁のかさ上げやそれに伴う高架橋の強度を高める必要がある。現段階では工事費は120億円程度、これにより5分程度の時間短縮効果が見込まれるとしている。
2020年10月にJR東日本は、東北新幹線 盛岡駅 - 新青森駅間（178.4 km）の最高速度を現行の260 km/hから320 km/hに引き上げる計画を発表した。

### 札幌駅以遠の延伸計画

基本計画路線含む新幹線路線

『建設を開始すべき新幹線鉄道の路線を定める基本計画』によれば旭川市までが北海道新幹線の整備計画区間とされているが、札幌駅以遠は整備新幹線には含まれておらず、具体的な整備計画も浮上していない。
2021年3月29日には、今後の札幌駅延伸開業を見据え、北海道上川管内の市町村や商工会議所など計50団体が「北海道新幹線旭川延伸促進期成会」を設立した。

### 函館駅乗り入れ問題
函館駅へ新幹線を乗り入れさせる問題は、計画当初からの継続課題であり、2024年現在も議論が続いている。
函館市では、JR北海道が函館駅を2003年に改築した際に「新幹線乗り入れ対応」の目的で50億円を拠出しており、函館駅への新幹線乗り入れを強く要望していた。これに対しJR北海道は「約1,000億円にも上る建設費を全額地元負担すること」を条件として示し、北海道では「現実的に困難」とする判断から、2015年時点で一度乗り入れを断念。結局、2016年時点では新函館北斗駅との間に「はこだてライナー」を走らせることでアクセスを確保する形となった。
しかし、2023年に新しく函館市長に就任した大泉潤が、選挙公約として「新幹線の現函館駅乗り入れに関する調査の実施」を盛り込んだことから、函館市ではコンサルティング会社に委託する形で改めて乗り入れに関する調査を行い、札幌方面から7両編成の車両を函館駅まで直通させ、東京方面からは10両編成の車両を新函館北斗駅で分割し3両編成を函館駅まで乗り入れさせるという案を同年9月に発表した。これは、2020年に元鉄建公団の技術者が「在来線を改良したミニ新幹線方式での乗り入れ」として発表した私案をベースにしており、建設費は約75億円で済むという。ただ函館市議会で多数派を占める新市政クラブ（自由民主党系）からは反対意見も根強い。
2024年3月には函館市が最終報告書を公開し、新函館北斗駅 - 函館駅間の三線軌条化、函館駅ホームの改良など約160億円の費用で函館駅乗り入れが可能という試算を明らかにした。ただしこの試算には車両購入費等が含まれないほか、事業主体がどこになるかなどが明記されておらず、JR北海道は同年4月17日の記者会見で「少なくとも当社は事業主体たり得ない」「現時点で乗り入れは可能ではない」という意向を示している。

## 並行在来線の扱い

### 新青森 - 新函館北斗間（2015年度末開業）
1996年（平成8年）4月4日、JR北海道は江差線全線の経営分離の意向を示した。これに関し、江差町と上ノ国町は、江差駅 - 木古内駅間は並行在来線ではないため、当該区間はJR北海道が引き続き経営を行うよう主張した。その結果、2005年（平成17年）には「新青森駅 - 新函館駅（仮称）間の北海道側の並行在来線は木古内駅 - 五稜郭駅間である」との認識を国土交通省が示し、江差駅 - 木古内駅間は並行在来線には当たらないとの見方が示された。しかしながら、JR北海道は2012年（平成24年）9月3日に木古内駅 - 江差駅間の鉄道事業廃止を公表した。並行在来線ではないにもかかわらず鉄道事業廃止が決定したのは、利用状況が極めて少なく、線路設備等の老朽化により莫大な経費が必要となることから、JR北海道社内において鉄道維持が困難との結論が示されたことによる。江差駅 - 木古内駅間は2014年（平成26年）5月12日に鉄道事業が廃止され、函館バス（江差木古内線）に転換された。
JR北海道は、2016年（平成28年）3月26日の新幹線新函館北斗開業に合わせて五稜郭駅 - 木古内駅間を第三セクター鉄道会社の道南いさりび鉄道に移管（道南いさりび鉄道線となる）、同時に函館本線五稜郭駅 - 新函館北斗駅間を交流電化し、733系電車（1000番台、3両編成）を使用した函館 - 新函館北斗間のアクセス列車「はこだてライナー」を16往復（その内、下り6本・上り7本は快速列車）運行している。
北海道新幹線の本州内区間である新青森駅 - 奥津軽いまべつ駅間で並行する津軽線については、運営主体が異なることから並行在来線に認定されず、JR東日本が継続運営することとなった。その後、2022年8月に豪雨災害の影響で蟹田駅 - 三厩駅間が不通になり、復旧費用が6億円掛かる見通しから不通区間の廃止（鉄道以外の手段も含めた復旧方法）が検討されている。2025年3月には、JR東日本・青森県・外ケ浜町・今別町の4者が同区間の鉄路廃止方針で合意し、2027年4月を目標に廃止を決定した。代替交通として、JRの臨時バスや乗合タクシー、町営バスを統合した運行体制が構築される予定で、NPO法人による管理や国の補助金活用が進められている。

### 新函館北斗 - 札幌間（2038年度末開業予定）
函館本線の函館駅 - 小樽駅間（藤城線含む）並びに大沼駅 - 渡島砂原駅 - 森駅間は、北海道新幹線新函館北斗駅 - 札幌駅間の開業時に経営分離される予定である。
新函館北斗駅以北については、フル規格による着工が本格的な議論にまで至らなかったこともあり、この区間の並行在来線問題についてはほとんど議論されなかったが、1990年代には「北海道新幹線の並行在来線は函館本線、室蘭本線、千歳線であり、このうち小樽駅 - 札幌駅 - 室蘭駅間を除く部分が経営分離される可能性がある」ことについて報じるメディアもあった。
2010年（平成22年）5月12日、JR北海道は函館駅 - 小樽駅間の経営分離を公式に表明した。これに対し、函館市議会は、函館駅 - 新函館駅（仮称）間についてJR北海道に引き続き運行を求める決議を全会一致で採択し、以後当該区間のあり方については協議がなされた。その他、後志管内の自治体の住民を中心に「JR函館本線の存続を求める住民の会」が設立され、新幹線札幌延伸後も函館駅 - 小樽駅間を引き続きJR北海道が経営を継続するよう求める動きがあった。
函館商工会議所は、函館駅 - 新函館駅（仮称・当時）間は地図上で新幹線と並行しているとは言い難く、特急列車の旅客が普通列車に移り、収益性が維持されるため、並行在来線の定義にはあてはまらないと主張した。しかし、北海道新幹線の新函館駅（仮称）- 札幌駅間の着工にはJR北海道が分離方針を示している函館駅 - 小樽駅間の全15自治体の同意が必要であり、2011年（平成23年）11月時点では函館市以外の14自治体は既に同意していたものの、函館市のみ回答を保留していたため、新函館北斗以北の北海道新幹線の認可・着工が滞っていた。2011年12月22日、工藤壽樹函館市長（当時）は函館駅 - 新函館駅（仮称・当時）間の経営分離に同意し、2012年（平成24年）に未着工区間の認可・着工がなされた。
一方、小樽駅 - 札幌駅間は札幌都市圏輸送の使命を担っているため普通列車（快速含む）の本数・利用客共に多く、岩見沢方面や新千歳空港、さらに室蘭本線へ乗り入れて苫小牧方面と一体的な運用を行っているなどの理由から、経営分離せずJR北海道が運営を継続する予定である。新函館北斗 - 札幌間の着工に向けた試算では、函館 - 小樽間で在来線優等列車を運転せず、特急「北斗」は長万部 - 札幌間に運行区間が短縮されると想定している。
2022年2月3日、並行在来線となる函館駅 - 小樽駅間のうち、長万部駅 - 余市駅間については、鉄道を維持した場合に多額の維持費用により赤字が生じることから、沿線自治体の協議において鉄道存続を断念、北海道新幹線開業とともに在来線同区間を廃止し、バスに転換することで合意した。新幹線開業に伴う並行在来線の廃線は、第三セクター鉄道への転換を除けば1997年（平成9年）10月1日の長野新幹線（北陸新幹線）高崎駅 - 長野駅間先行開業に伴い廃止された旧信越本線の横川駅 - 軽井沢駅間以来、2例目となる。
一方、余市駅 - 小樽駅間については、小樽市への通勤、通学が多い余市町が第三セクター鉄道での存続を主張していることから、バス転換も視野に入れる小樽市との協議がまとまらず、小樽市側は住民説明会後に改めて態度を表明することになり、結論が先送りされたが、2022年3月26日に北海道と小樽市、余市町がバス転換で合意し、同年3月27日の沿線9自治体と北海道との協議で長万部駅 - 小樽駅間の廃止・バス転換が決定した。
函館駅 - 長万部駅間においては、七飯町や長万部町では旅客需要がかなり少なく、バスの方が利便性に適っているため、並行在来線の旅客営業廃止を検討している｡
2023年10月、北海道などから代替バスの運行を打診されている北海道中央バスなどのバス事業者3社が2024年問題などに伴うバス運転手の不足により、北海道から示されているダイヤ案での本数運行は困難であると回答し、バス転換協議が難航していることが報じられた。北海道などは他のバス事業者にも協力を求めるほか、利用者が少ない一部区間についてはタクシーなど、バス以外の交通機関への転換も検討するとしている。

#### 貨物列車問題
函館駅 - 長万部駅間については、沿線自治体の多くが旅客路線としては大部分を廃線、並びにバス転換したい意向を示している。しかし、同区間は北海道と本州間を結ぶ貨物列車も運行しており、仮に同区間を廃線にした場合、物流網が寸断され、道内の地域経済（特に農水産業）に大打撃となる恐れがある。日本貨物鉄道（JR貨物）社長の犬飼新は北海道発着の貨物列車が廃止になった場合、「全てのコンテナ輸送量の4分の1に相当する年約413万トンが消失する」と主張している。
JR貨物北海道支社長の小暮一寿は2022年（令和4年）5月に同区間の存廃について、本州を結ぶ鉄道物流の大動脈となっていることから存続を求めるものの「自社のみでの貨物路線の保有は困難」として、「第三セクターなどによる鉄道維持が望ましい」との見解を出している。
国土交通大臣の斉藤鉄夫はこの問題について、沿線自治体による並行在来線の存廃協議とは別に国土交通省（国）・北海道庁・JR貨物・JR北海道の4者で協議する機会を設ける方針を2022年9月に発表した。
2023年（令和5年）7月26日、前述の4者が札幌市内で開いた協議会において、該当区間における鉄道貨物機能を維持する方針を確認した。これにより、新幹線延伸に伴う並行在来線では初めて貨物専用路線として残る可能性が高くなった。

### 乗車券の特例制度
北海道新幹線開業までは普通乗車券のみで特急「白鳥」・「スーパー白鳥」の普通車自由席に限り、蟹田駅 - 木古内駅間を追加料金無しで乗車できる特例が設けられていた。これは同様の特例が存在する石勝線に準じたもので、「青春18きっぷ」や「北海道&東日本パス」といった普通列車専用の特別企画乗車券にも適用されていた。この特例とは別に「北海道&東日本パス」では急行「はまなす」を急行券別途購入で、「白鳥」・「スーパー白鳥」の新青森駅 - 函館駅間を普通車自由席に限り、自由席特急券別途購入で利用可能であったが、新幹線開業後はこれらの在来線列車が廃止されたため通常の乗車券における特例は廃止。これに伴い「青春18きっぷ」などの企画商品についても適用除外となった。そのため「青春18きっぷ」では「青春18きっぷ北海道新幹線オプション券」の購入により、「秋の乗り放題パス」では「秋の乗り放題パス北海道新幹線オプション券」の購入により、北海道新幹線 奥津軽いまべつ駅 - 木古内駅間で普通車の空席、および道南いさりび鉄道線木古内駅 - 五稜郭駅間の普通列車がオプション券1枚につき片道1回利用可能になった。「北海道&東日本パス」では、特定特急券または「北海道&東日本パス北海道線特急オプション券」を購入すれば北海道新幹線新青森駅 - 新函館北斗駅間で普通車の空席が利用可能になった。

## 路線形態詳細

### 地理

#### 通過する自治体
- 青森県
  - 青森市 - 東津軽郡蓬田村 - 東津軽郡外ヶ浜町 - 東津軽郡今別町 - 東津軽郡外ヶ浜町 - 北津軽郡中泊町 - 東津軽郡外ヶ浜町
- 北海道
  - 松前郡福島町 - 上磯郡知内町 - 上磯郡木古内町 - 北斗市 - 亀田郡七飯町 - 北斗市 - 亀田郡七飯町 - 北斗市 - 亀田郡七飯町 - 北斗市

## その他
- 本新幹線の新函館北斗駅まで開業により、在来線の海峡線の列車は貨物列車と団体臨時列車の「TRAIN SUITE 四季島」のみとなり、津軽海峡には四国や九州とは異なり連絡する道路が無いため[注 21]、本新幹線が陸上交通では一般旅客が常時利用できる唯一の本州と北海道を結ぶ手段となっている。
- 本新幹線の新函館北斗駅までの開業により、それまで軌間1435mm（標準軌）の路線が無かった北海道に初めて軌間1435mmの路線が乗り入れ[注 22]、日本主要4島（北海道、本州、四国、九州）に軌間1435mmの路線を持つことになった[注 23]。
- 『北海道新聞』は、1975年に山陽新幹線博多延伸の恩恵を受ける形でプロ野球・広島東洋カープがセントラル・リーグ初優勝を果たしたという逸話[注 24]を踏まえ、札幌延伸後は札幌 - 仙台間が約3時間30分で結ばれることから、地元球団である北海道日本ハムファイターズにとっても東北楽天ゴールデンイーグルスの本拠地である仙台への遠征で新幹線効果が期待できるかもしれないと評している[道新 5]。
- JR東日本のE5系とJR北海道のH5系の両方の車両が走っているが、車内チャイムはいずれもJR東日本のチャイムを採用している。異なる会社の新幹線車両の車内チャイムを統一しているケースはこの2形式のみで、本新幹線では唯一自社で製作した車内チャイムを採用していない。